# Listă de oameni care apar pe mărci poștale din România
Următoarea listă cuprinde oameni a căror imagine apare pe mărci poștale din România.

## A
- Vasile Aftenie (2019)
- Vasile Alecsandri (1958)
- Apostol Arsache (2012)
- Jean Athanasiu (1963)
- Petre S. Aurelian (1984)
- Alexandru cel Bun (1933)
- Bazil G. Assan (1986)

- Endre Ady (1957)

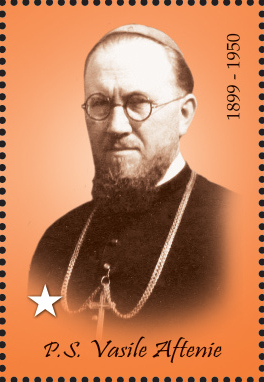
Vasile Aftenie (2019)
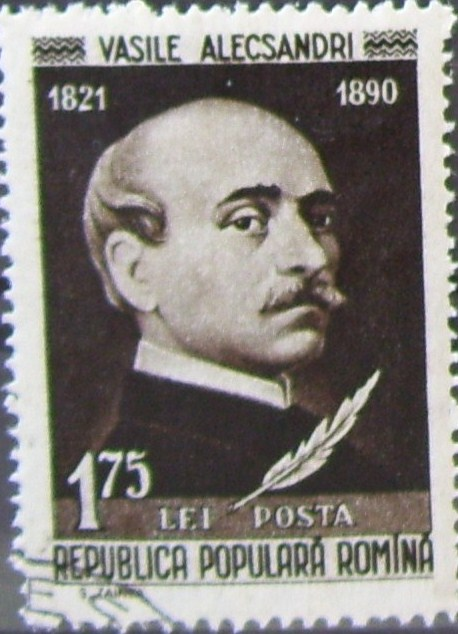
Vasile Alecsandri (1948|1958|1965|1982)
- Sholem Aleichem (1959)
- Grigore Alexandrescu (1960|1985)
- Alexandru cel Bun (1932|1982|2008)
- Alexandru Lăpușneanu (2008)
- Dimitrie Aman (1973)
- Theodor Aman (1956|1981)
- Roald Amundsen (1997)
- Victor Anastasiu (1995)
- Hans Christian Andersen (1955|2005)
- Ioan Andreescu (1950|1972|1975|1983)
- Grigore Antipa (1967|1992|1998|2008|2011)
- Ion Antonescu (1942|1943)
- George Apostu (1995)
- Tudor Arghezi (1980|1983)
- Neil A. Armstrong (1985|2000)
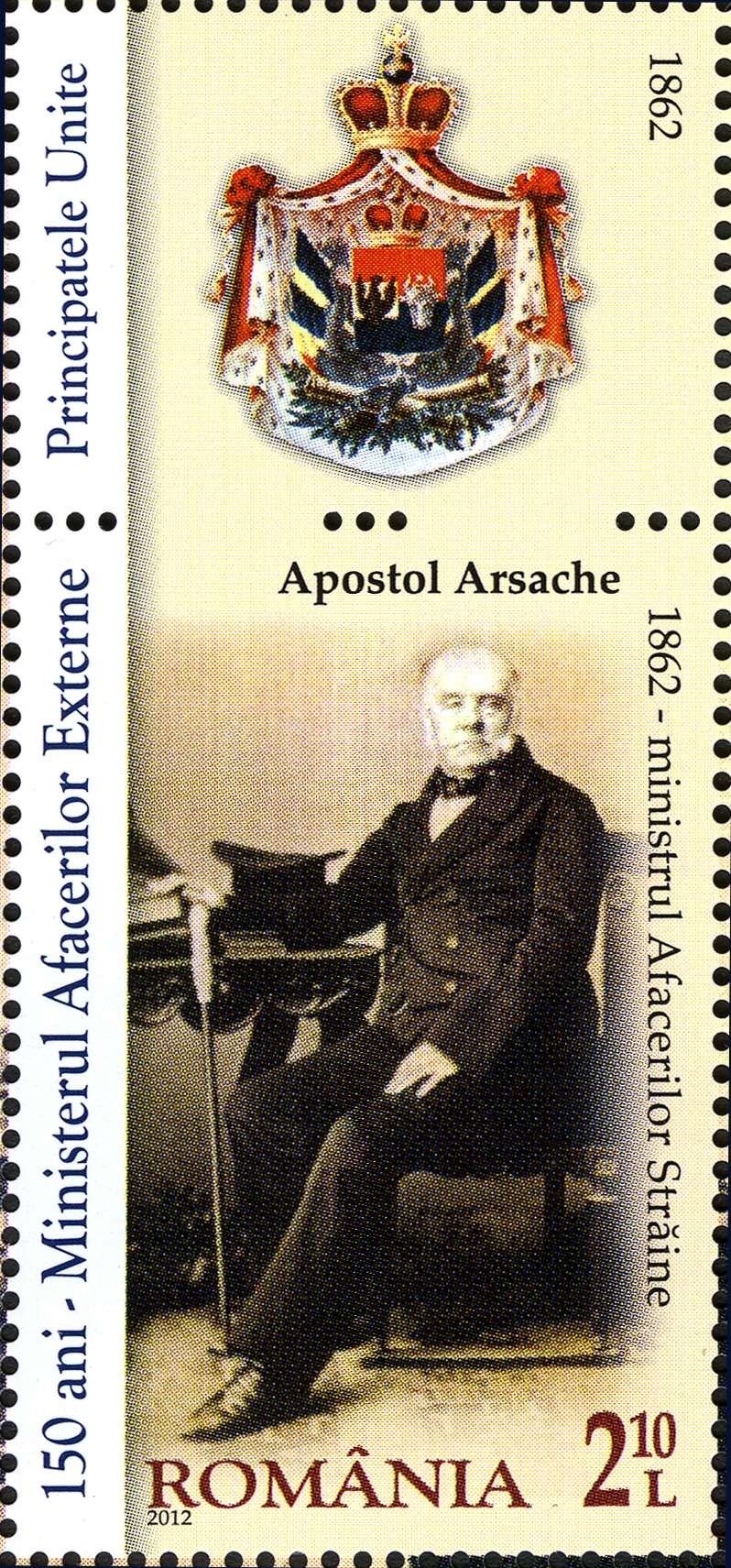
Apostol Arsache (2012)
- Ana Aslan (1996)
- Bazil G. Assan (1986)
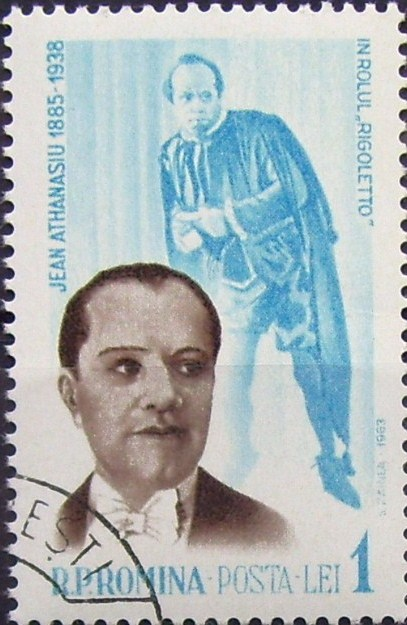
Jean Athanasiu (1964)
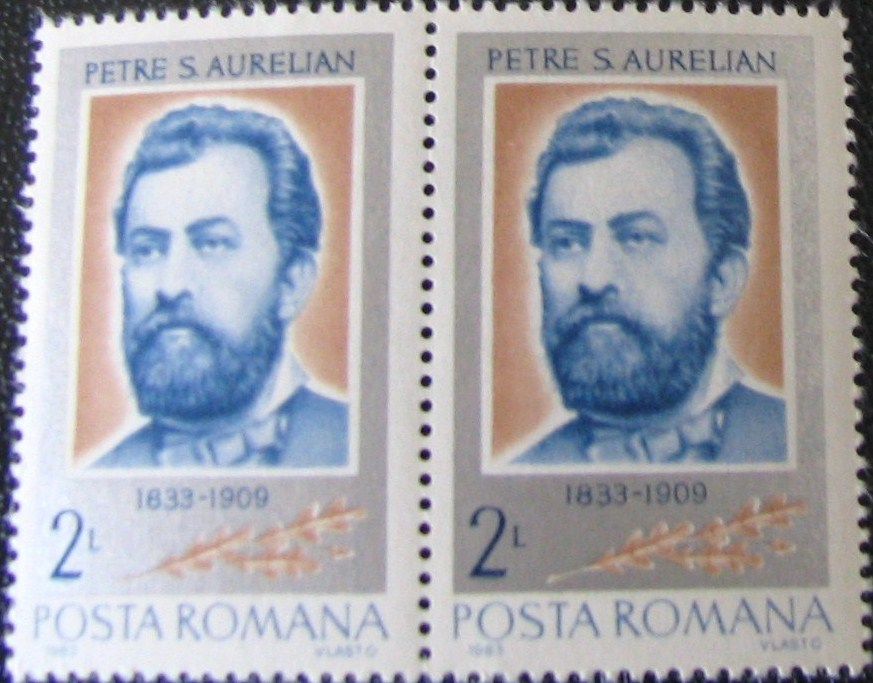
Petre S. Aurelian (1984)
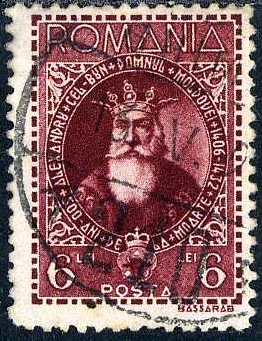
Alexandru cel Bun (1933)
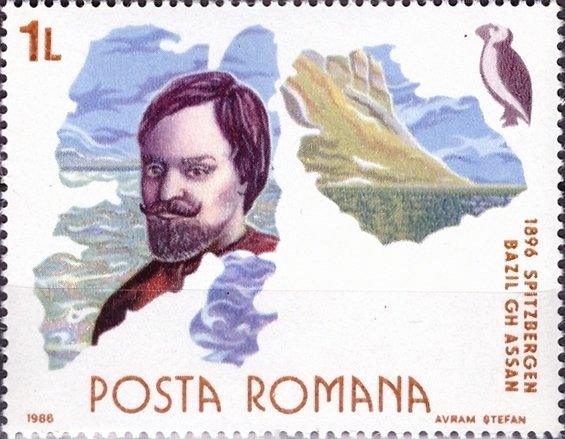
Bazil G. Assan (1986)

## B

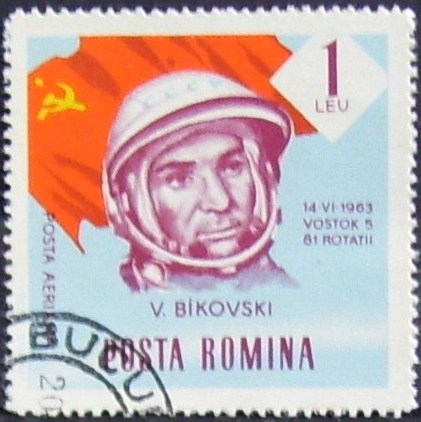
V. Bîkovski
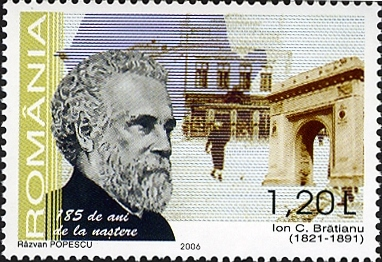
Ion C. Brătianu (2006)
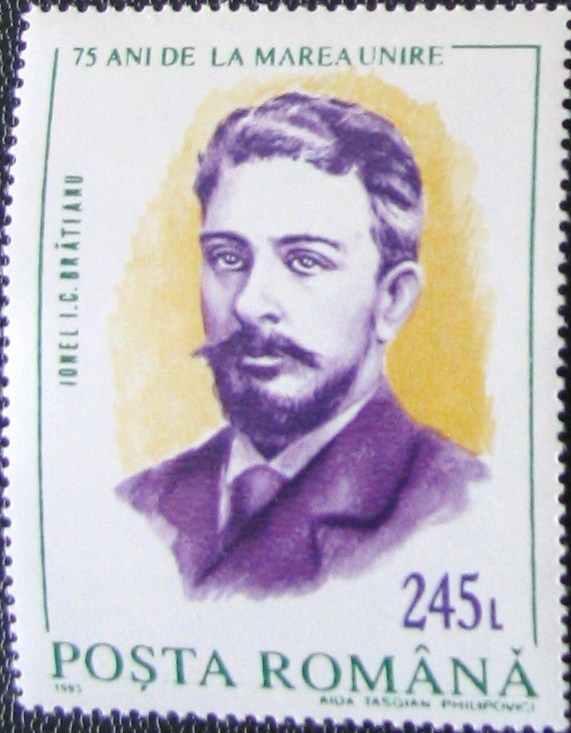
Ionel I. C. Brătianu
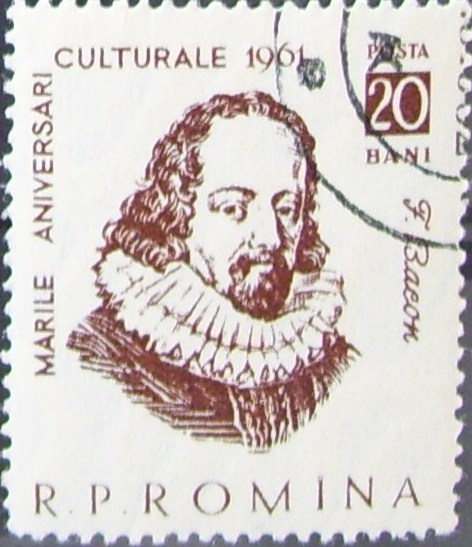
Francis Bacon (1961)
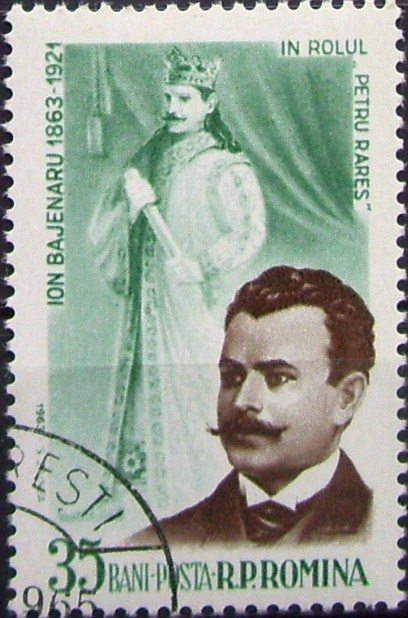
Ion Băjenaru (1963)
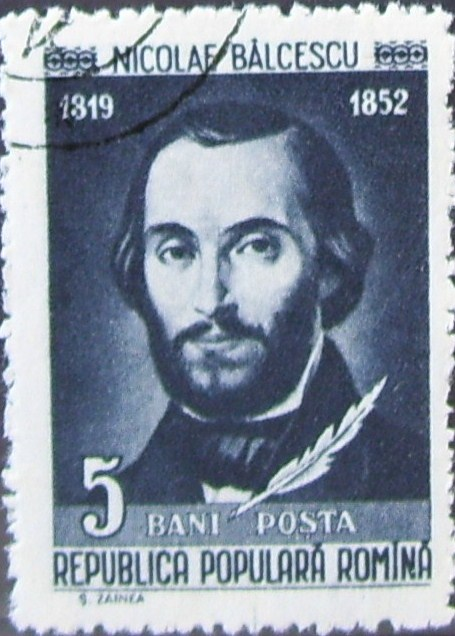
Nicolae Bălcescu (1958)
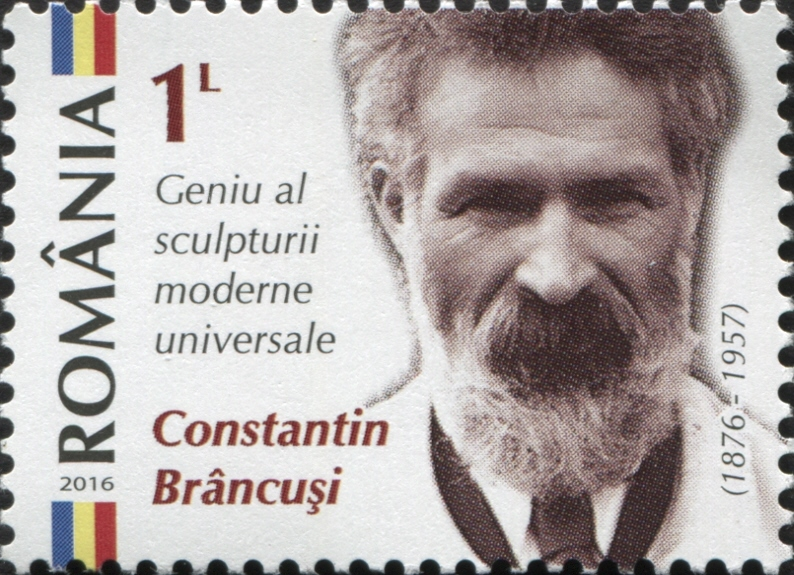
Constantin Brâncuși (2016)
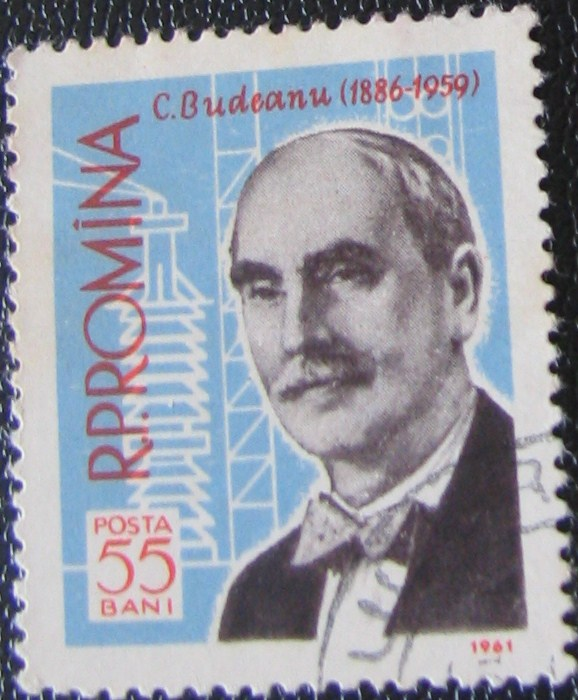
Constantin Budeanu (1961)
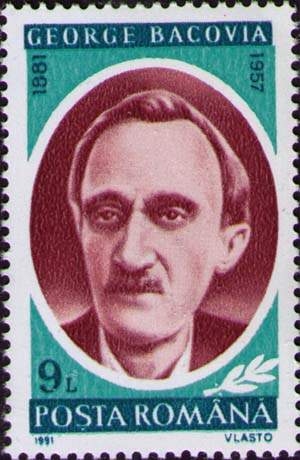
George Bacovia (1991)

- Victor Babeș (1947|1954|1957|1962|2004)
- Anton Bacalbașa (1965)
- Francis Bacon (1961)
- George Bacovia (1991|1998)
- Robert Baden-Powell (2007)
- Dumitru Bagdasar (1993)
- Ion Băjenaru (1964)
- Iolanda Balaș (1960|1964|2004)
- Nicolae Bălcescu (1948|1952|1958|1968)
- Honoré de Balzac (1999)
- Octav Băncilă (1954|1972)
- Ion Barbu (1995)
- George Barițiu (1948|1993)
- Christian Barnard (2000)
- Simion Bărnuțiu (1943|1945|1948|1984)
- Béla Bartók (2006)
- Alan Bean (1969)
- Ludwig van Beethoven (1970 |1980)
- Radu Beligan (2006)
- George de Bellio (2003)
- Benedict XVI (2005)
- Hector Berlioz (2003)
- Andrei Bernath (1945)
- Ioan Bianu (1965)
- George Valentin Bibescu (1943|2004|2005)
- Martha Bibescu (1990|2000)
- Grigore Vasiliu Birlic (1999)
- Agatha Bârsescu (1983)
- Lucian Blaga (1995|2006|2012)
- William Blake (1958)
- Louis Blériot (1978|1998)
- Dimitrie Bolintineanu (1960)
- János Bolyai (1960)
- Constantin Brăiloiu (1993)
- Constantin Brâncoveanu (1938|1988)
- Constantin Brâncuși (1976|1982)
- Dimitrie Brândză (1961|1995|2010)
- Ion C. Brătianu (1993|2000|2006)
- Wernher von Braun (1989)
- Victor Brauner (2003)
- Ion Brezeanu (1983)
- Marius Bunescu (1981)
- Constantin Budeanu (1961 |1986)
- Lucia Sturdza-Bulandra (1996)
- Michelangelo Buonarroti (1964 |1975)
- Robert Burns (1959)
- Dimitrie Butculescu (2006)
- Valery Bykovsky (1963 |1964)
- Richard Byrd (1985)

## C

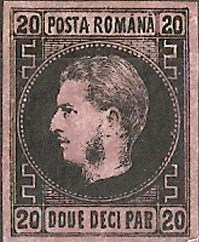
Timbru din 1866 reprezentând pe regele Carol I cu favoriți
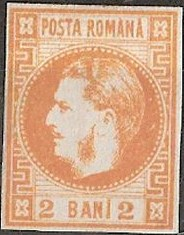
Timbru din 1868 reprezentând pe regele Carol I cu favoriți
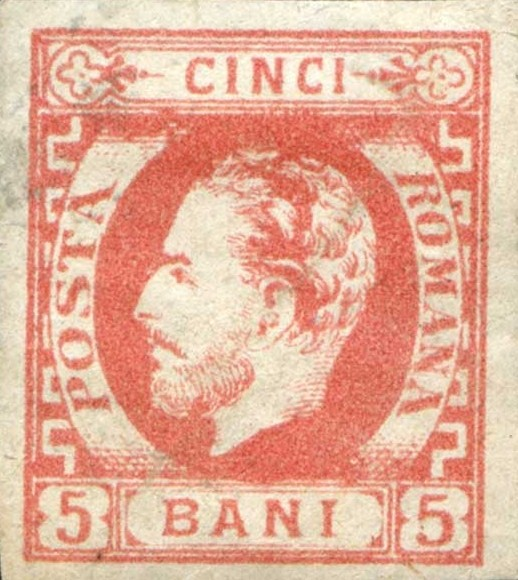
Timbru din 1871 reprezentând pe regele Carol I cu barbă și favoriți
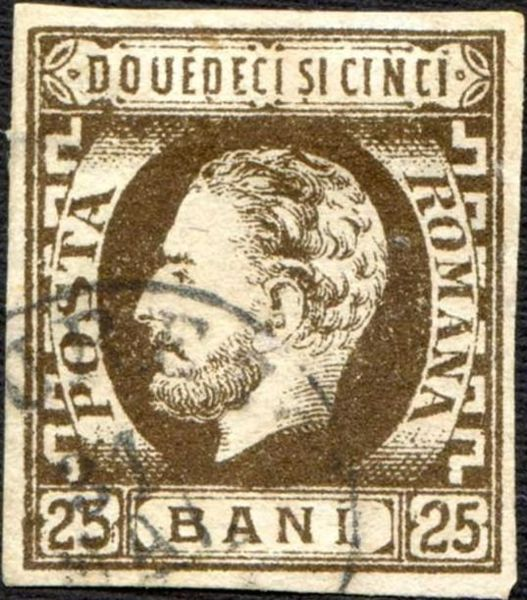
Timbru din 1871 reprezentând pe regele Carol I cu barbă și favoriți
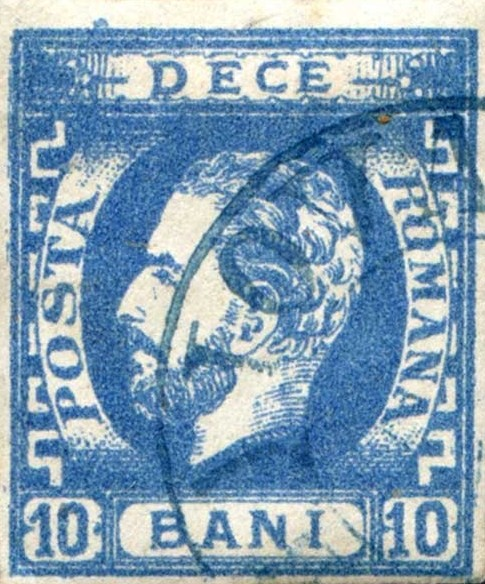
Timbru din 1871-72 reprezentând pe regele Carol I cu barbă și favoriți
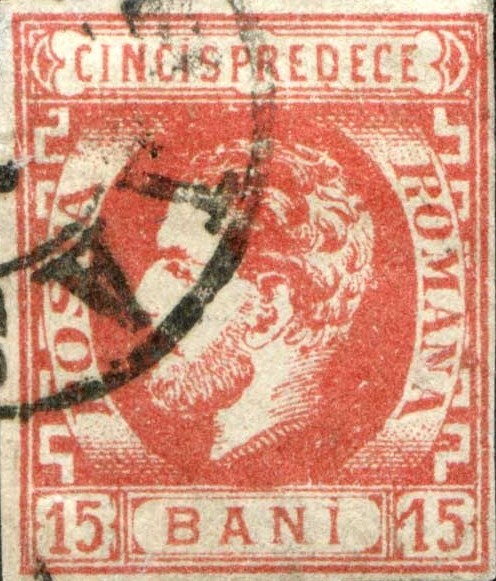
Timbru din 1871-72 reprezentând pe regele Carol I cu barbă și favoriți
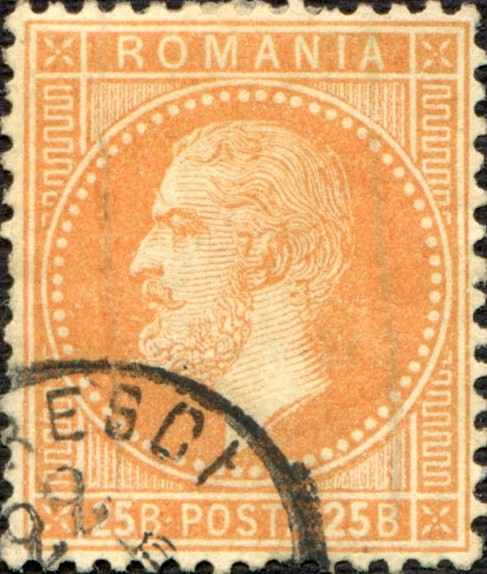
Timbru din 1872 cu imprimare pariziană, reprezentând pe regele Carol I cu barbă și favoriți
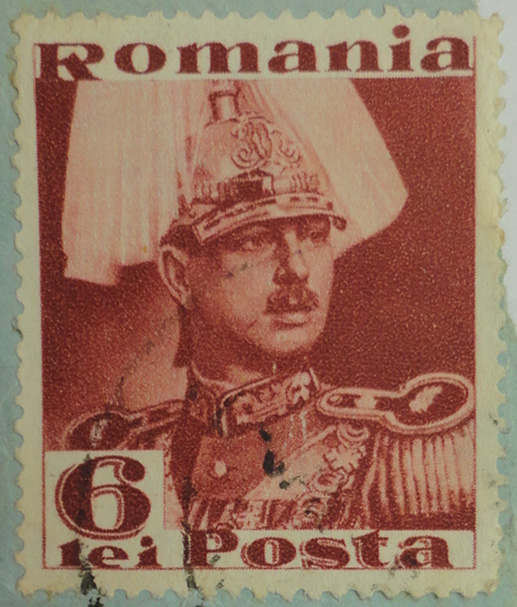
Carol al II-lea (1930; 1939)
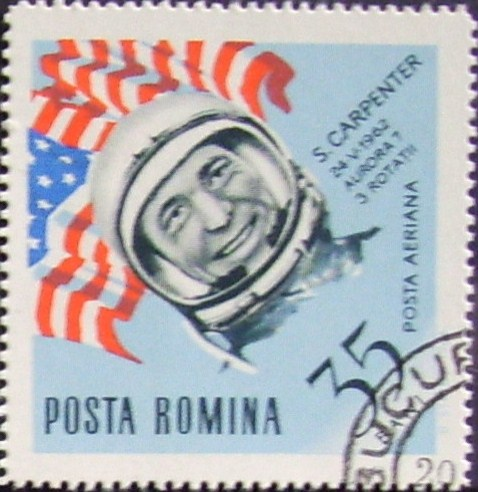
Scott Carpenter
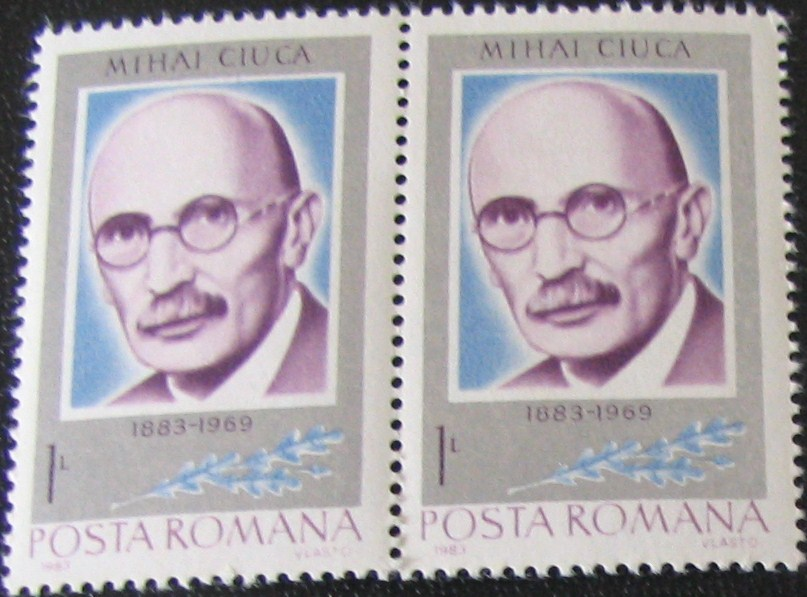
Mihai Ciucă
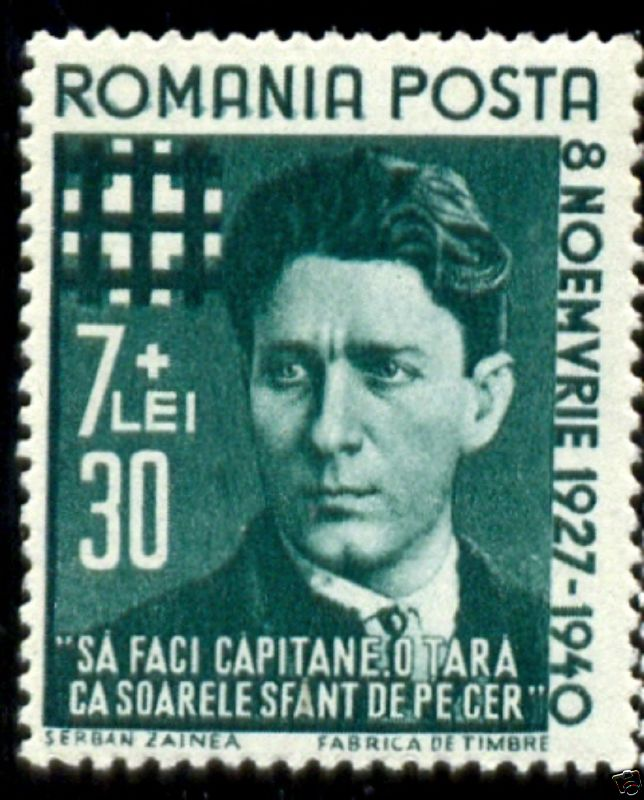
Corneliu Zelea Codreanu (1940)
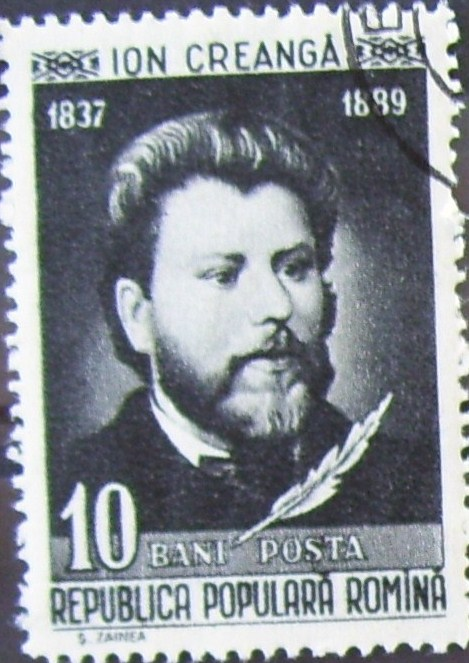
Ion Creangă (1958)
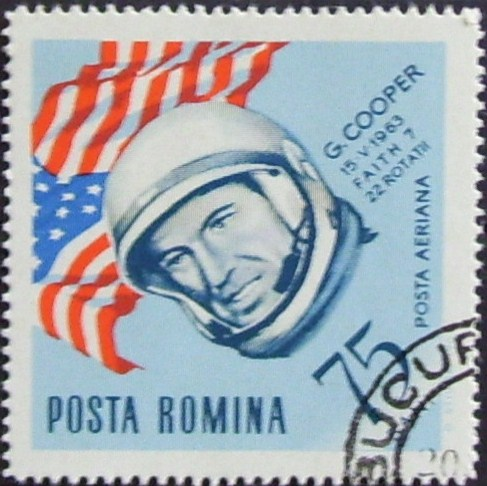
Gordon Cooper
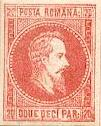
Timbru din 1864 reprezentând pe domnitorul Alexandru Ioan Cuza
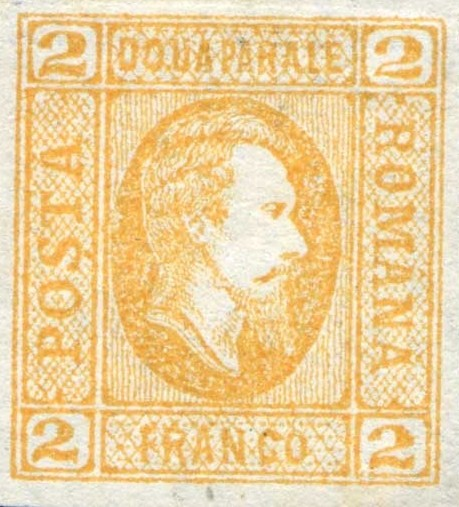
Timbru din 1866 reprezentând pe domnitorul Alexandru Ioan Cuza
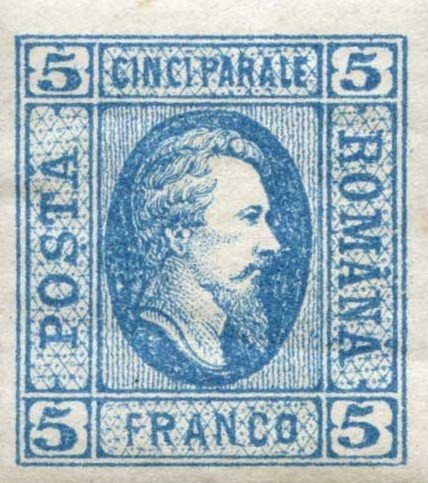
Timbru din 1866 reprezentând pe domnitorul Alexandru Ioan Cuza
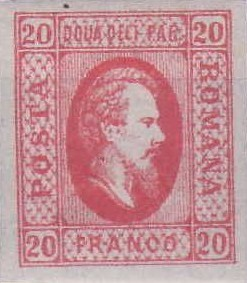
Timbru din 1866 reprezentând pe domnitorul Alexandru Ioan Cuza
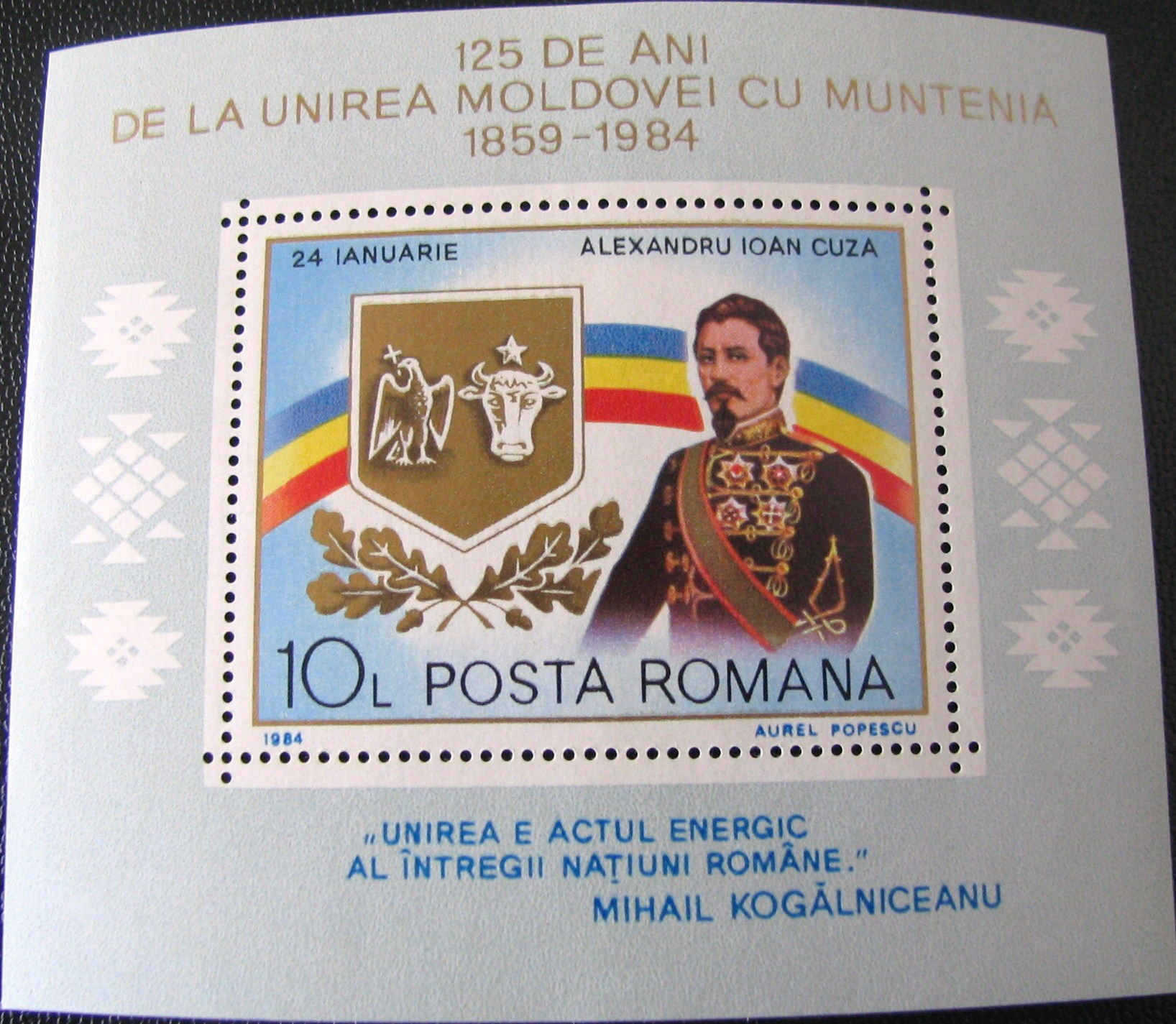
Alexandru Ioan Cuza
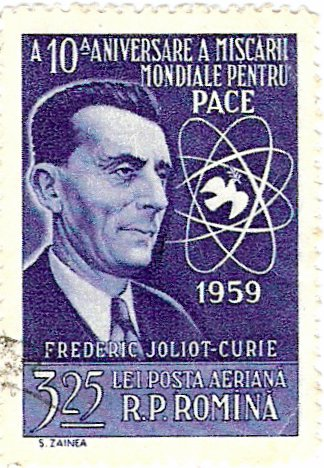
Frédéric Joliot-Curie (1959)
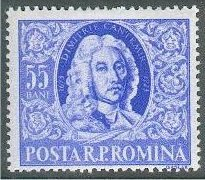
Dimitrie Cantemir (1955)
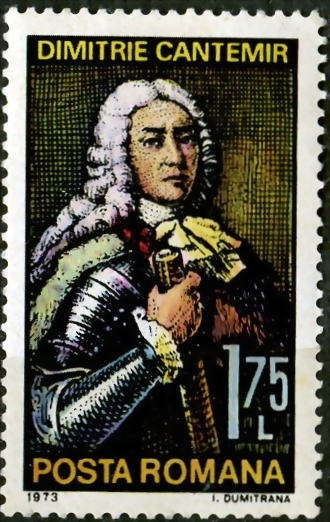
Dimitrie Cantemir (1973)
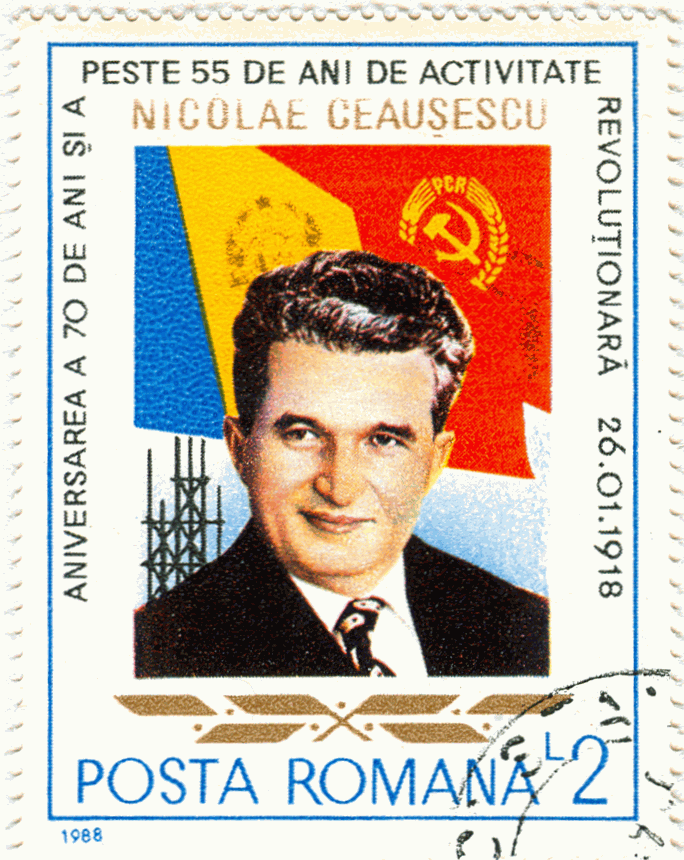
Nicolae Ceaușescu (1988)
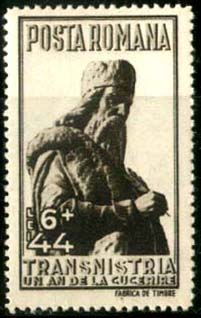
Miron Costin (1942)
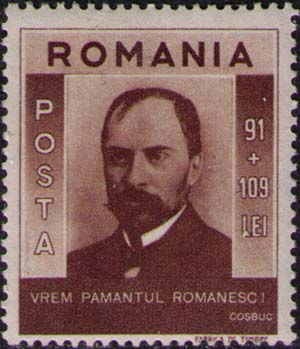
George Coșbuc (1943)
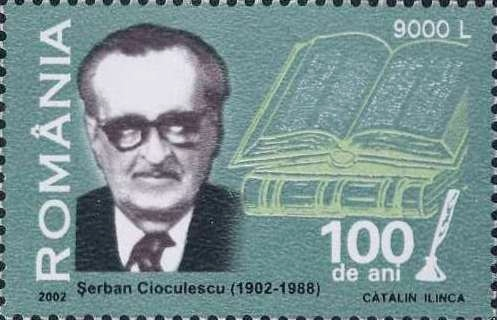
Șerban Cioculescu (2002)

- Armand Călinescu (1993)
- George Călinescu (1999)
- Constantin Cantacuzino (stolnic) (1955|1966|1990|2000)
- Ioan Cantacuzino (1957|1962|2011)
- Dimitrie Cantemir (1938|1955|1990|2004|2009)
- Eugeniu Carada (2010)
- Costache Caragiale (1953)
- Ion Luca Caragiale (1952|1960|1962|1977|2002)
- Mateiu Caragiale (1985|2012)
- Toma Caragiu (1999)
- Scott Carpenter (1964)
- Gheorghe Cârțan (1999)
- Elena Ceaușescu (1989)
- Nicolae Ceaușescu (1985|1986|1988|1989)
- Benvenuto Cellini (1971)
- Miguel de Cervantes Saavedra (1955|1997)
- Paul Cézanne (2006)
- Charlie Chaplin (1999)
- Regele Carol I (1938|1941|1945|1997)
- Regele Carol al II-lea (1938)
- Anton Pavlovici Cehov (1960)
- Frédéric Chopin (1960)
- Șerban Cioculescu (2002)
- Emil Cioran (1995)
- Timotei Cipariu (1943)
- Mihai Ciucă (1984)
- Alexandru Ciucurencu (2003)
- Cloșca (1935|1943)
- Henri Coandă (1978|1983|1986|1994|1998|2010)
- Grigore Cobalcescu (1962)
- Dina Cocea (2006)
- Corneliu Zelea Codreanu (1940)
- Cristofor Columb (2005|2006)
- Nadia Comăneci (1976|2001)
- Auguste Comte (1958)
- Pete Conrad (1969)
- George Constantinescu (1983)
- Paul Constantinescu (1981)
- Vasile Conta (1965 |1995)
- Frederick Cook (1997)
- Gordon Cooper (1964)
- Corneliu Coposu (1996)
- George Coșbuc (1943|1960|1966)
- Miron Costin (1984)
- Pierre de Coubertin (2004)
- Jacques-Yves Cousteau (1985)
- Gheorghe Cozorici (1997)
- Horia Creangă (1993)
- Ion Creangă (1937|1958|1964 |1989)
- Nicolae Crețulescu (1944|1957)
- Crișan (1935|1943|1984)
- Vasile Cristescu (1945)
- Marie Curie (1967)
- Pierre Curie (1956)
- Maria Cuțarida (2007)
- Elena Cuza (1976)
- Alexandru Ioan Cuza (1864|1865|1938|1948|1959|1970|1973|1994|2006|2009|2012)

## D

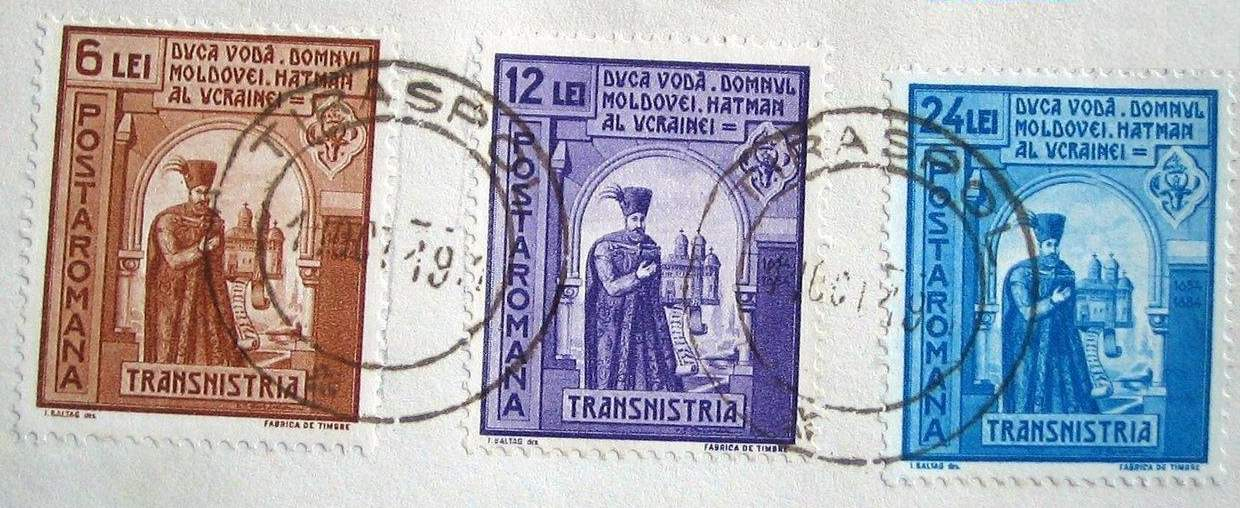
Duca Vodă (1941)
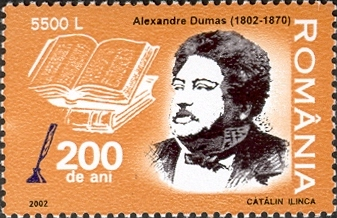
Alexandre Dumas (2002)
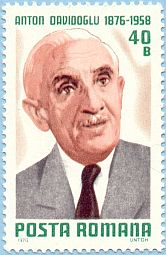
Anton Davidoglu
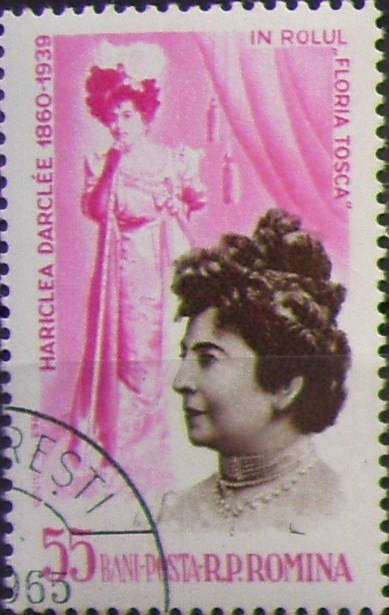
Hariclea Darclée (1963)

## E

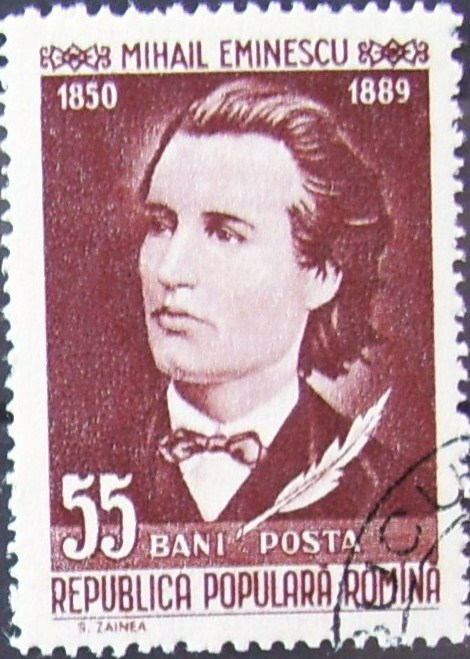
Mihai Eminescu (1958)
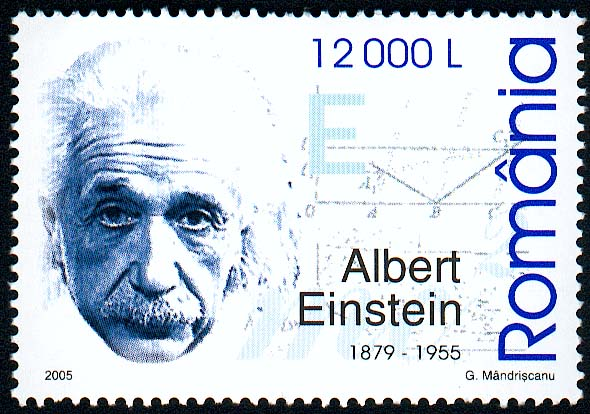
Albert Einstein (2005)
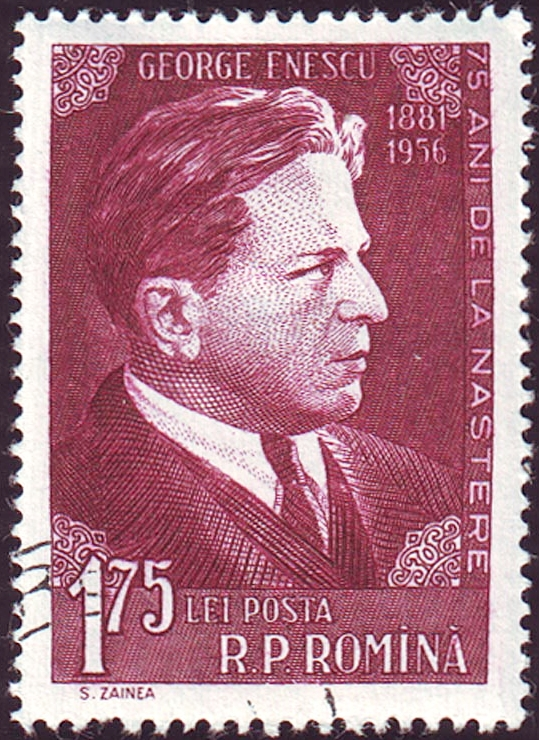
George Enescu (1956)

- Amelia Earhart (1985)
- Thomas Alva Edison (1997)
- B. B. Egorov (1965)
- Gustave Eiffel (2007)
- Albert Einstein (1998|2005)
- Mircea Eliade (1995)
- Elisabeta a României (1933|1938)
- Mihai Eminescu (1939|1947|1950|1958|1964|1975|1989|2000|2012)
- George Enescu (1946|1956|1961|1964|1980|1981|1985|1995|2005|2006|2009|2011|2012)
- Friedrich Engels (1945|1970)

## F

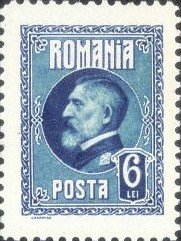
Ferdinand I (1926)
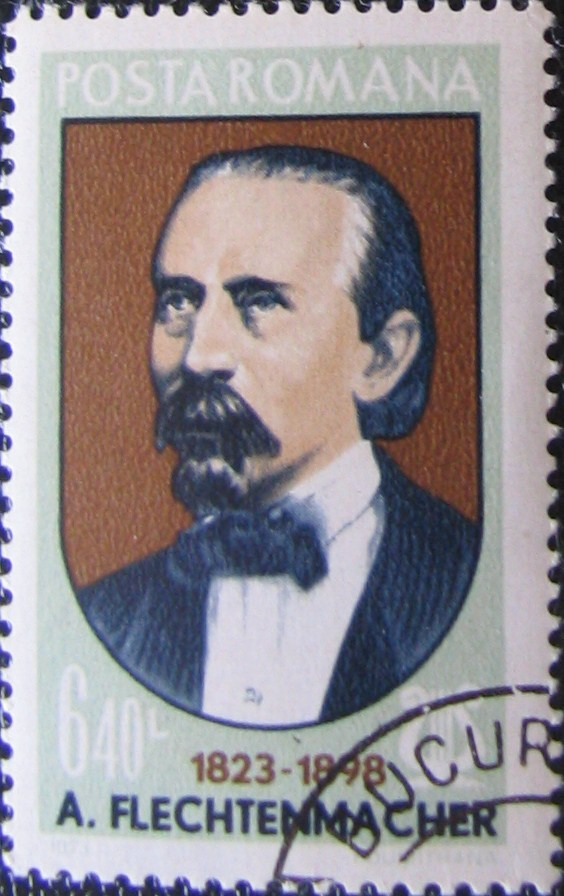
Alexandru Flechtenmacher
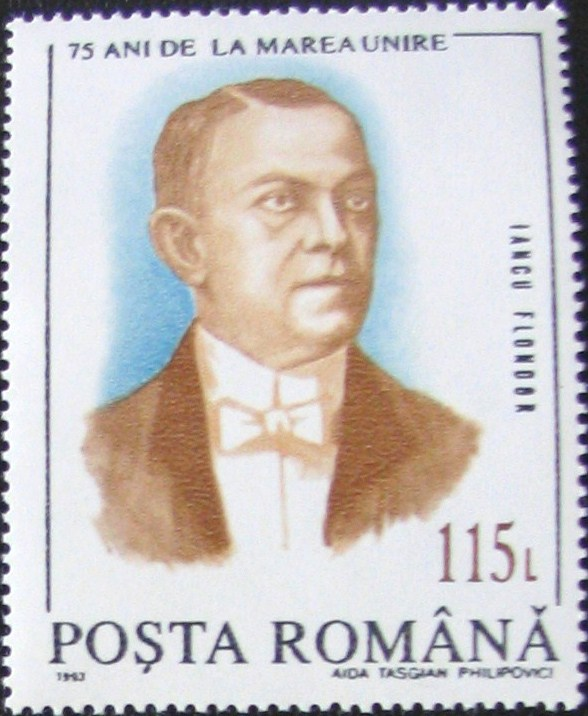
Iancu Flondor
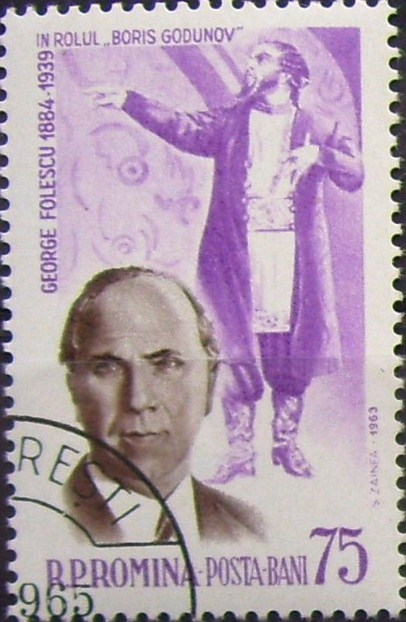
George Folescu

- Henri Farman (2008)
- Konstantin Feoktistov (1965)
- Ferdinand I (1938|1993|2004)
- Enrico Fermi (2000)
- Quintus Horatius Flaccus (1965)
- Iancu Flondor (1993|2001)
- Alexandru Flechtenmacher (1973)
- Anthony Fokker (1978)
- George Folescu (1964)
- Henry Fonda (2005)
- Benjamin Franklin (1956)
- Ivan Franko (1956)
- I. C. Frimu (1949)

## G
- Grigore Gafencu (1992)
- Iuri Gagarin
- John Glenn
- Octavian Goga (1943)
- Nicolae Grigorescu (2013)
- Traian Grozăvescu (1963)

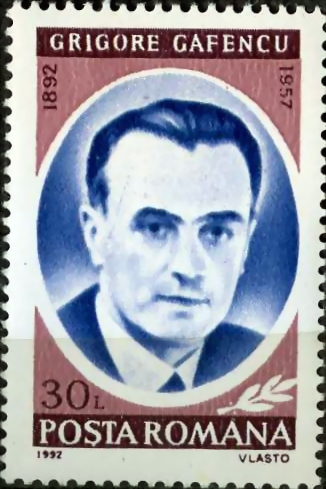
Grigore Gafencu (1992)
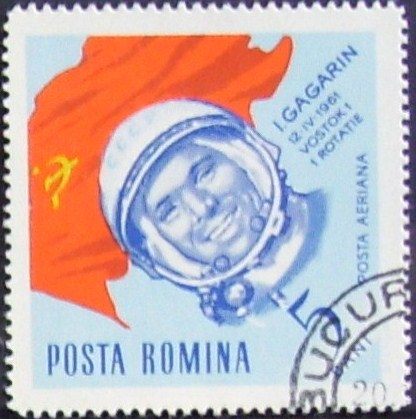
Iuri Gagarin (1961|1964|1967|1971|2000)
- Galileo Galilei (1964)
- George H. Gallup (2001)
- Greta Garbo (2005)
- Ion Georgescu (1956|1981)
- Adrien de Gerlache (1997)
- Gheorghe Gheorghiu-Dej (1966)
- Ștefan Gheorghiu (trade unionist) (1979)
- Emil Gârleanu (1964)
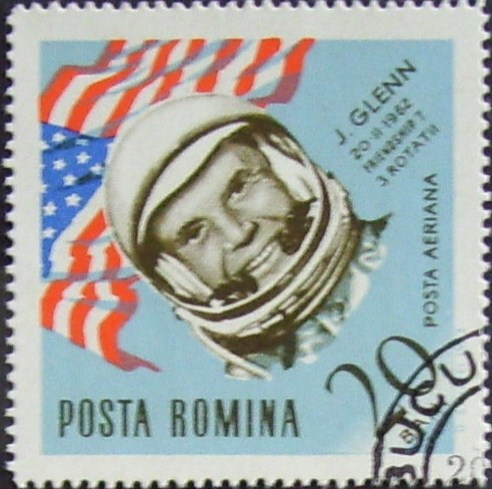
John Glenn (1964)
- Mikhail Ivanovich Glinka (1958)
- Robert H. Goddard (1989)
- Johann Wolfgang von Goethe (1983|1999)
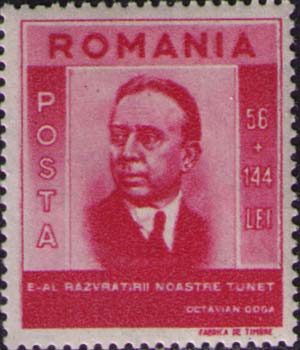
Octavian Goga (1943)
- Vincent van Gogh (2003)
- Nikolai Gogol (1952)
- Emanuil Gojdu (2002)
- Avram Goldfaden (2009)
- Carlo Goldoni (1958)
- Stan Golestan (1996)
- Richard F. Gordon, Jr. (1969)
- Maxim Gorki (1956)
- Charles François Gounod (1985)
- Dan Grecu (1976)
- Lucian Grigorescu (1994)
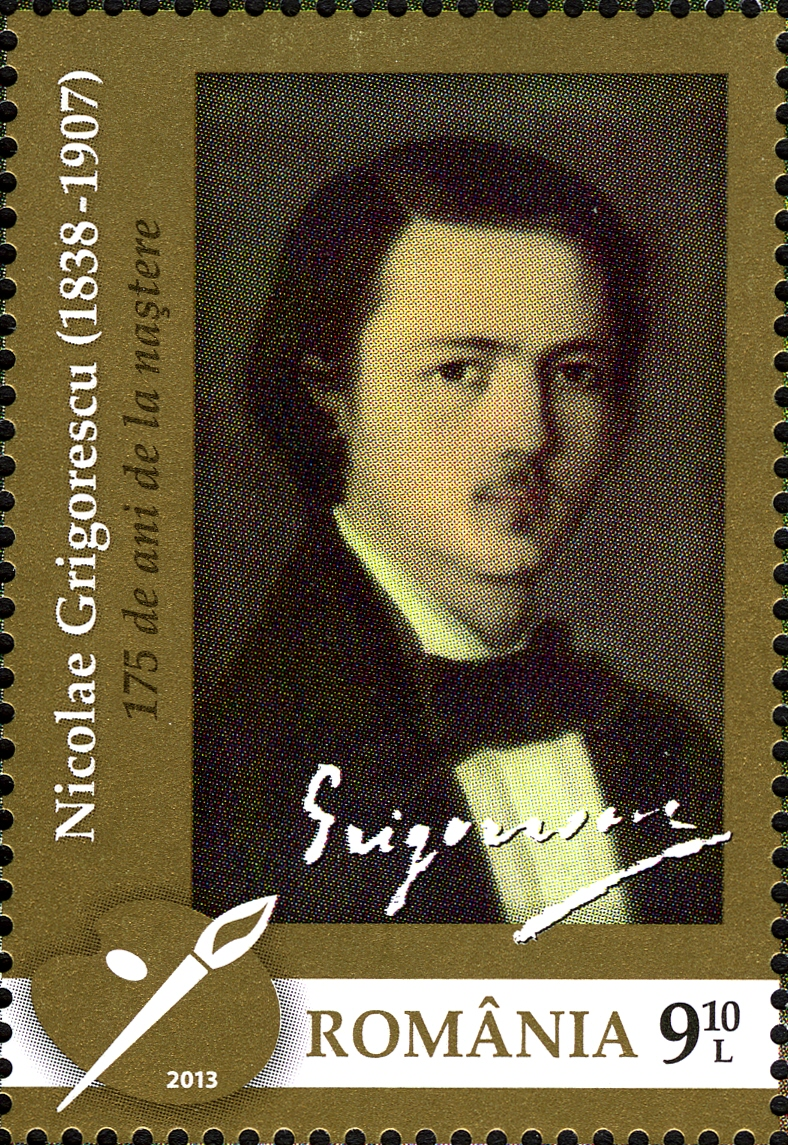
Nicolae Grigorescu (1938|1947|1957|1977|2000|2012)
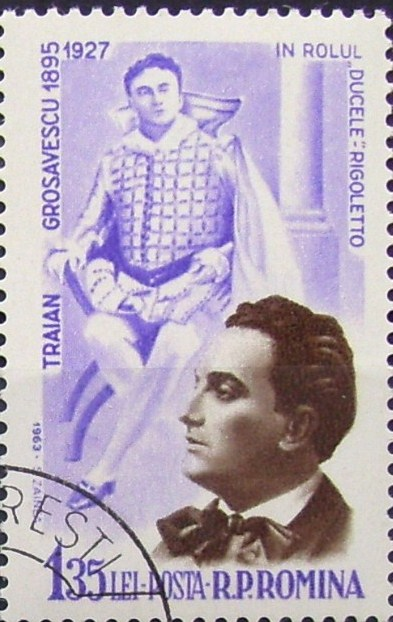
Traian Grozăvescu (1964)
- Hugo Grotius (1983)
- Petru Groza (1984)
- Dimitrie Gusti (2005)

## H

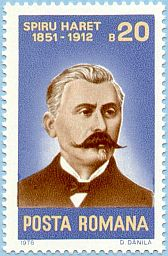
Spiru Haret (1976)
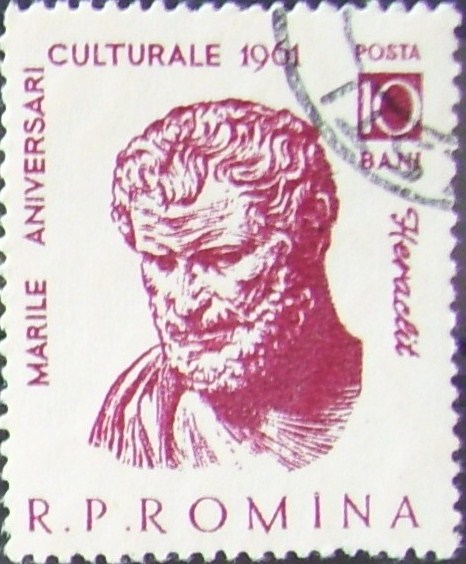
Heraclit (1961)

- Conrad Haas (1989)
- Gheorghe Hagi (2001)
- Otto Hahn (1999)
- Pantelimon Halippa (1993)
- Edmond Halley (1986)
- Georg Friedrich Händel (1959)
- Oliver Hardy (1999)
- Spiru Haret (1976)
- Bogdan Petriceicu Hasdeu (1982)
- Iulia Hasdeu (1994)
- Iuliu Hațieganu (1995)
- Heinrich Heine (1956)
- Heraclit (1961)
- Alexander Ivanovich Herzen (1962)
- Edmund Hillary (1985|2000)
- Adolf Hitler (1942)
- Katsushika Hokusai (1960)
- Jodocus Hondius (2004)
- Johannes Honterus (1993|2007|2009)
- Horea (1935|1945|1980)
- Vintilă Horia (1996)
- Victor Hugo (2002)
- Alexander von Humboldt (1983)
- Ioan de Hunedoara (1929|1956)

## I

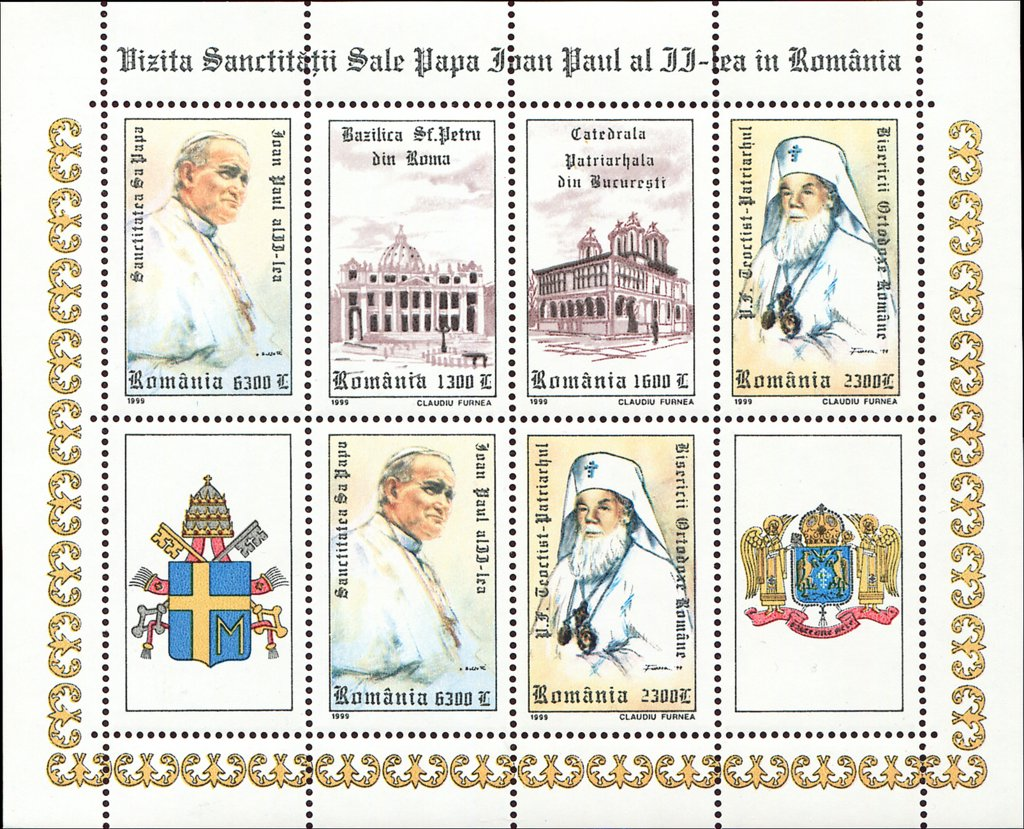
Ioan Paul al II-lea (1999)
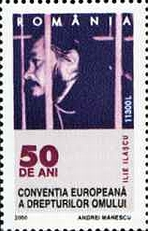
Ilie Ilașcu (2000)
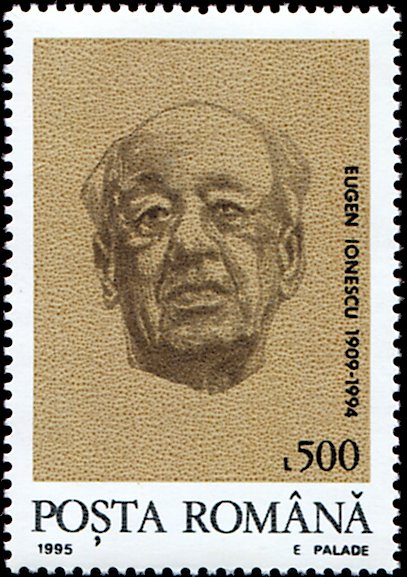
Eugen Ionescu (1995)

- Avram Iancu (1929|1943|1945|1948|1968|1974)
- Henrik Ibsen (1956|2006)
- Ilie Ilașcu (2000)
- Andrei Ioachimescu (1945)
- Ioan Paul al II-lea (1999|2005|2020)
- Eugène Ionesco (1995)
- Ion Ionescu de la Brad (1968)
- Ion Ionescu-Bizeț (1945|1995)
- Gheorghe Ionescu-Sisești (1985)
- Thoma Ionescu (1998)
- Nicolae Iorga (1945|1971|1990|2000|2012)
- Ana Ipătescu (1948)
- Ion Irimescu (2003)
- Barbu Iscovescu (1954)
- Panait Istrati (1984)

## J
- Ștefan Jäger (1998)
- Thomas Jefferson (1976)
- Frédéric Joliot-Curie (1959)
- Mihail Jora (1981)

## K
- Heinrich von Kleist (1961)

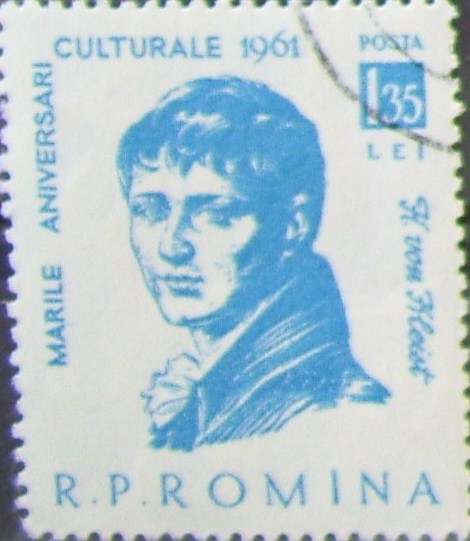
Heinrich von Kleist (1961)
- Mihail Kogălniceanu (1948|1966|1967|1991|1998)
- Johannes Kepler (1971|1983)
- Robert Koch (1960)
- Sergei Korolev (1989)
- Vladimir Komarov (1965)
- Jan Amos Komenský (1958)
- Nikolaus Kopernikus (1973)

## L

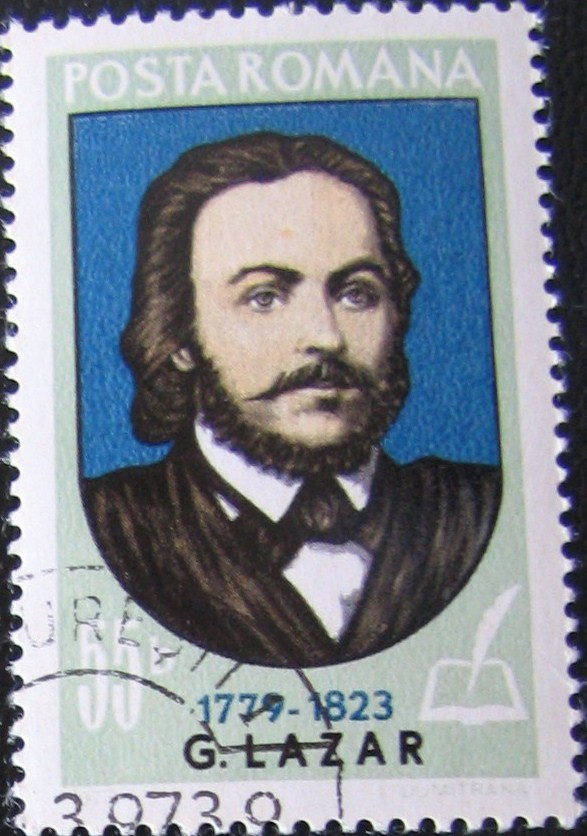
Gheorghe Lazăr
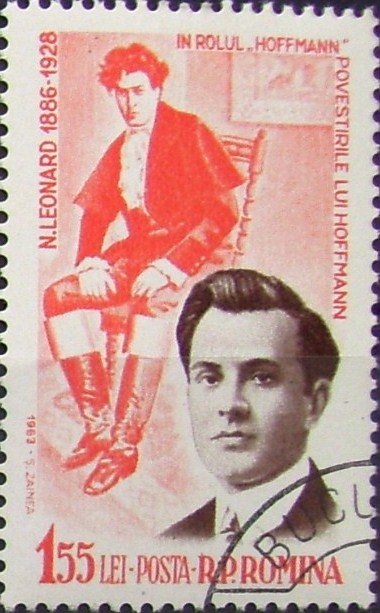
Nicolae Leonard (1963)
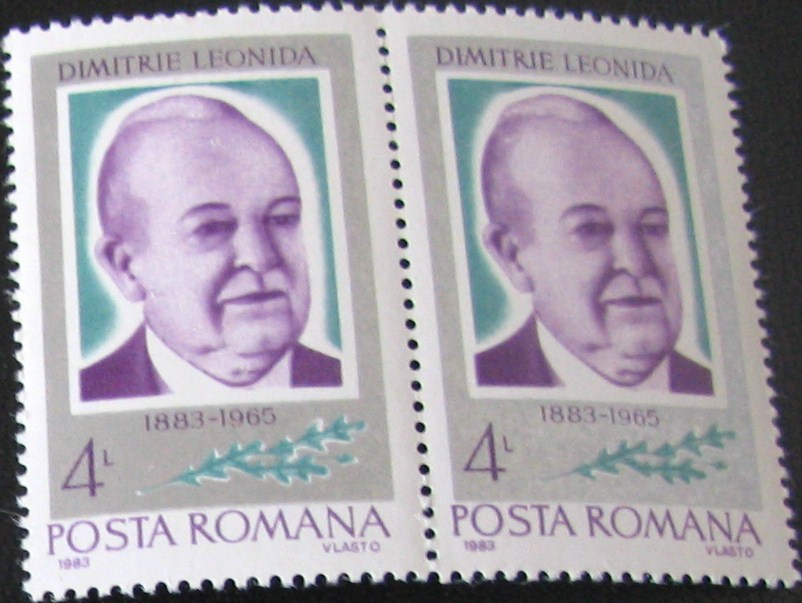
Dimitrie Leonida
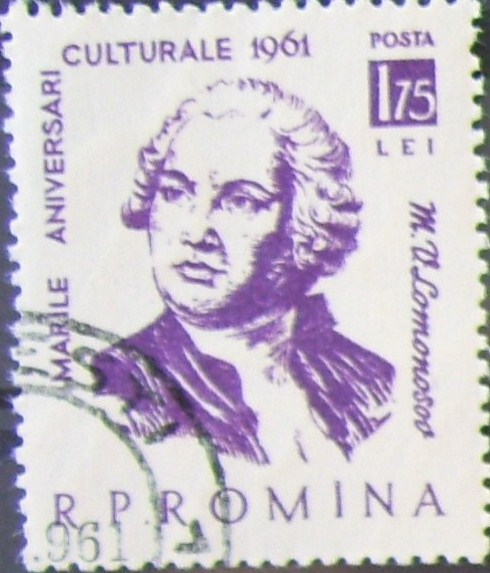
Mihail Lomonosov (1961)

- Karl Landsteiner (1999)
- Stan Laurel (1999)
- Gheorghe Lazar (1943|1973)
- Gottfried Wilhelm Leibniz (1966)
- Nikolaus Lenau (1998)
- Vladimir Ilici Lenin (1945|1949|1954|1955|1957|1960|1962|1965|1967)
- Nicolae Leonard (1964)
- Dimitrie Leonida (1984)
- Constantin Levaditi (1962)
- Otto Lilienthal (1978)
- Charles Lindbergh (1985)
- Carl von Linné (1958)
- Elisabeta Lipă (2004)
- Dinu Lipatti (1967 |1981)
- Claude Joseph Rouget de Lisle (1989)
- Mihail Lomonosov (1947|1961)
- Henry W. Longfellow (1958)
- Eugen Lovinescu (2001)
- Stefan Luchian (1966)
- Nicolae Gh. Lupu (1984)
- Vasile Lupu (1944)

## M

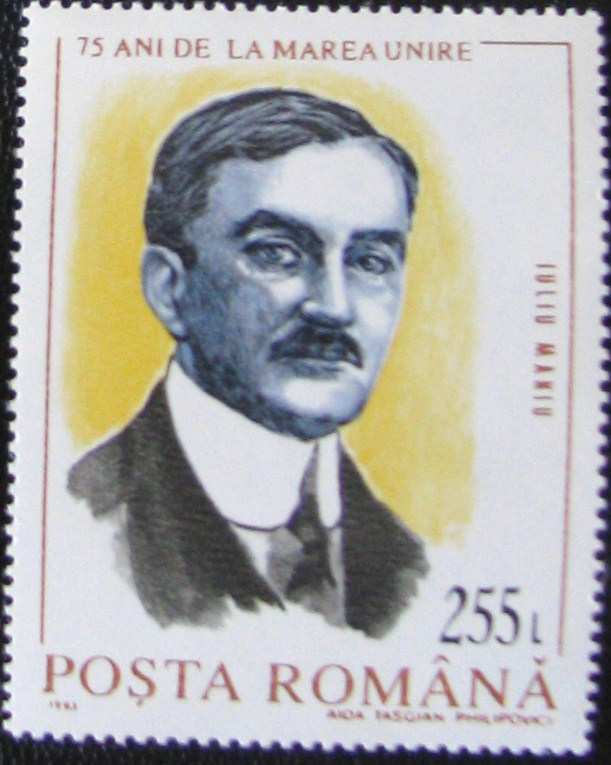
Iuliu Maniu
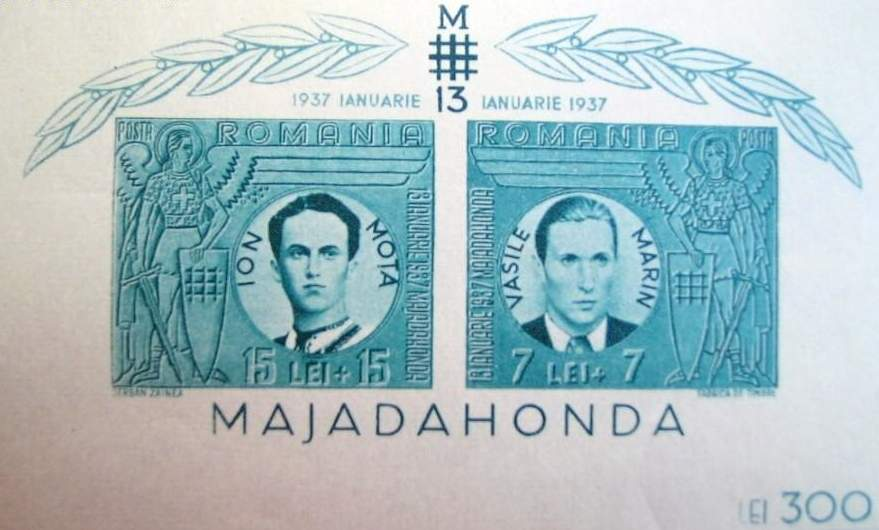
Ion Moța și Vasile Marin (1941)
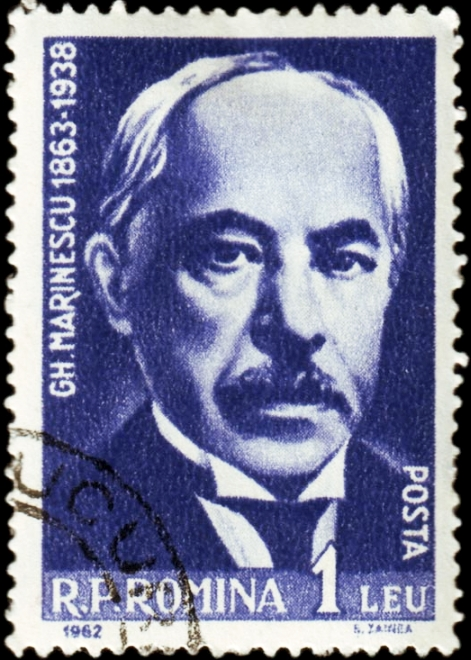
Gheorghe Marinescu (1962)
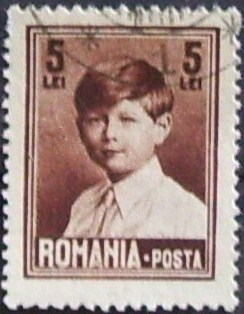
Mihai I
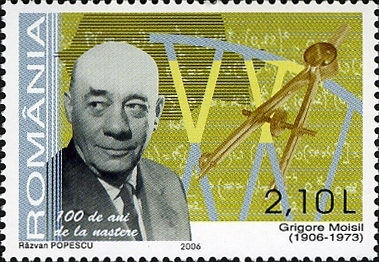
Grigore Moisil (2006)
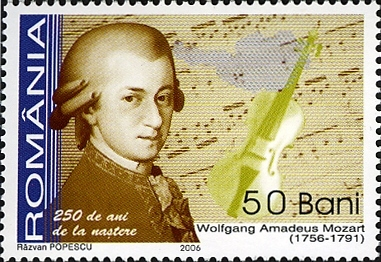
Wolfgang Amadeus Mozart (2006)
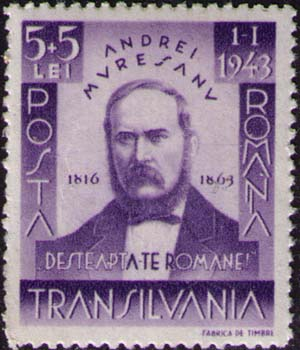
Andrei Mureșanu (1942)
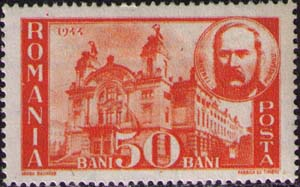
Andrei Mureșanu (1945)
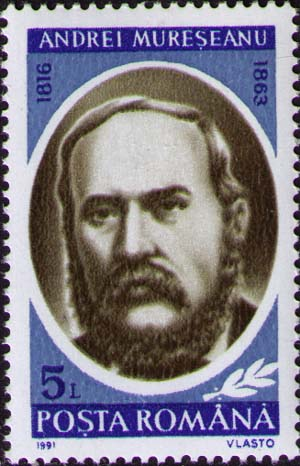
Andrei Mureșanu (1991)
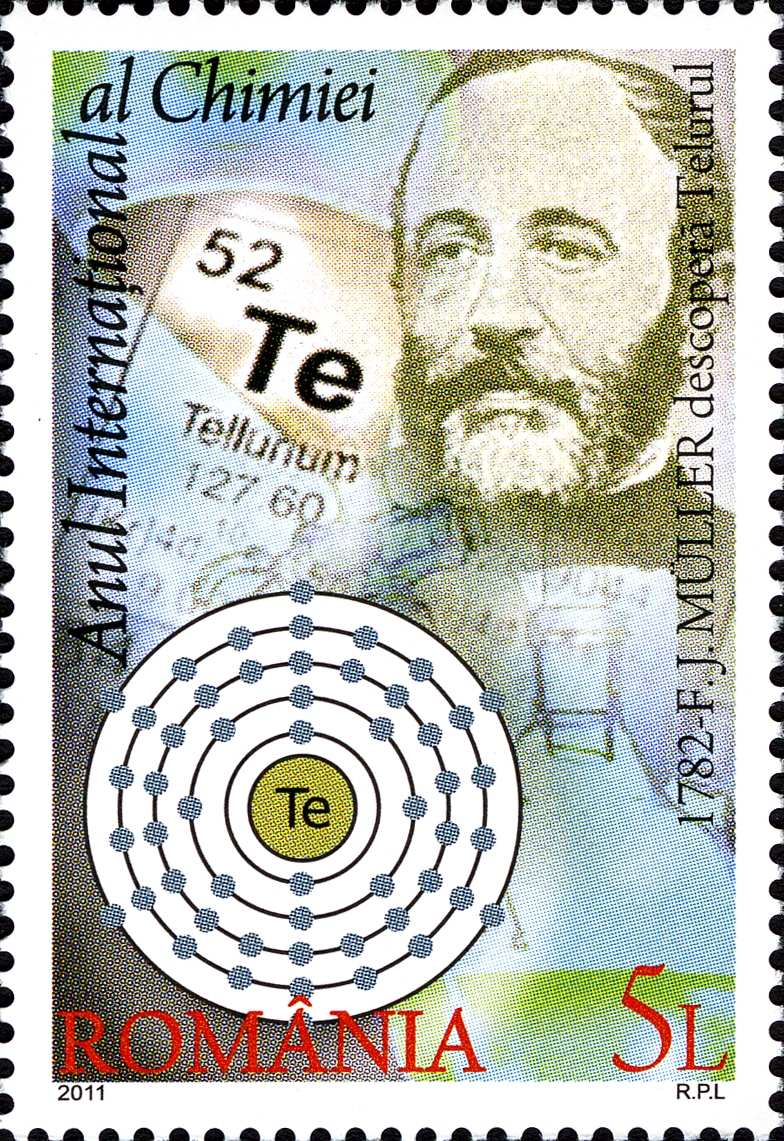
Franz-Joseph Müller von Reichenstein (2011)

- Alexandru Macedonski (2004)
- Virgil Madgearu (1945)
- Ferdinand Magellan (1971)
- Gheorghe Magheru (1948|1979|2005)
- Petru Maior (1943|1945|1986)
- Augustin Maior (2001)
- Titu Maiorescu (1942|1990|2000)
- André Malraux (2001)
- Maria de Mangop (1938)
- Iuliu Maniu (1993)
- Grigore Manolescu (1983)
- Ion Manolescu (1997)
- Guglielmo Marconi (1998)
- Giurgiu Marcu (Crișan) (1984)
- Regina Maria (2008)
- Vasile Marin (1941)
- Gheorghe Marinescu (1957|1962|1963)
- Karl Marx (1945|1953|1968|1967)
- Alexei Mateevici (1992|1998)
- Ken Mattingly (1972)
- Vladimir Maiakovski (1953)
- Gheorghe Megelea (1976)
- Simion Mehedinți (1994)
- Gerhard Mercator (2004)
- Ivan Miciurin (1955)
- Regele Mihai (1941|1942|1945|1947)
- Mihai Viteazul (1945)
- Adam Mickiewicz (1955)
- Samuil Micu (1943|1945)
- Ion Mihalache (1997)
- Matei Millo (1953|1971|1983)
- Ion Mincu (2002)
- Ion Minulescu (2001)
- Mircea cel Bătrân (1938|1968|1978|1986)
- Edgar Mitchell (1971)
- Grigore Moisil (2006)
- Stanisław Moniuszko (1985)
- Charles de Montesquieu (1955)
- Ion Moța (1941)
- Petru Movilă (1947)
- Wolfgang Amadeus Mozart (1956|1985|2006)
- Adam Müller-Guttenbrunn (1998)
- Franz-Joseph Müller von Reichenstein (2011)
- Andrei Mureșanu (1942|1945|1991|1998)
- Gheorghe Munteanu Murgoci (1964)
- Eftimie Murgu (1948)
- Alfred de Musset (1960)
- Benito Mussolini (1942)

## N
- Costin Nenițescu (2002)
- A. Nicolaev
- A. Nicolaev (1962)

- Ilie Năstase (2004)
- Theodor Neculuță (1954)
- Costache Negri (1976)
- Costache Negruzzi (1960)
- Iacob Negruzzi (1992|1998)
- Ion Negulici (1951|1962)

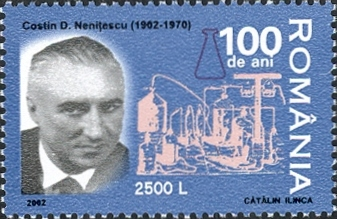
Costin Nenițescu (2002)
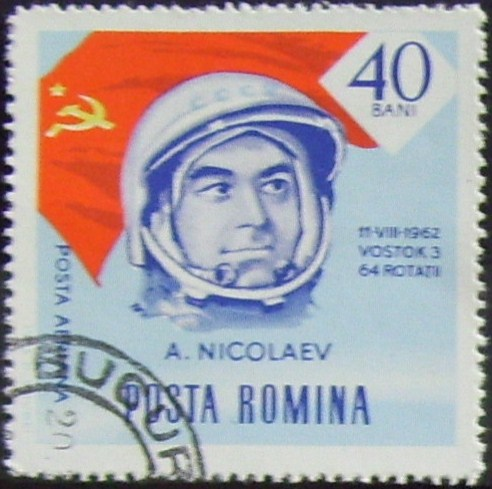
A. Nicolaev
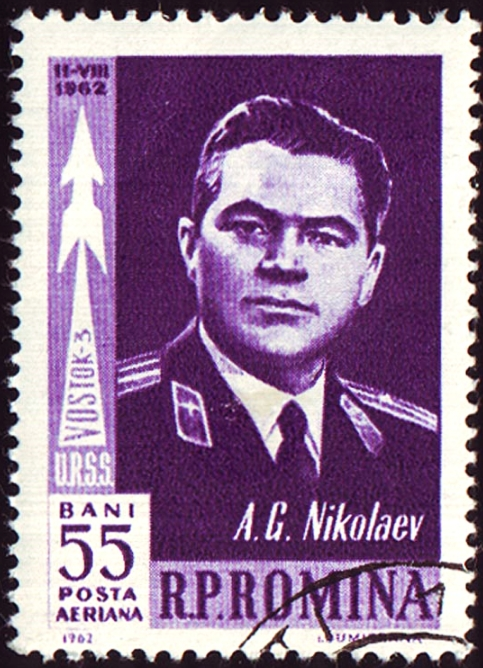
A. Nicolaev (1962)

- Nestor Urechia (1966)
- Andriyan Nikolayev (1962|1964|1967)
- Alfred Nobel (1998)
- Nostradamus (2003)
- Constantin I. Nottara (1983)

## O
- Octav Onicescu (1992)

- Hermann Oberth (1983|1994|1989|2007)
- Toyo Oda (1956)
- Alexandru Odobescu (1984)
- Ștefan Odobleja (2011)

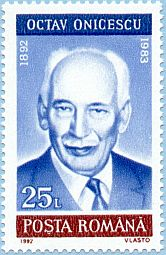
Octav Onicescu (1992)
- George Oprescu (1981)
- Alexandru Hristea Orăscu (1967 |1994)
- Publius Ovidius Naso (1957)

## P

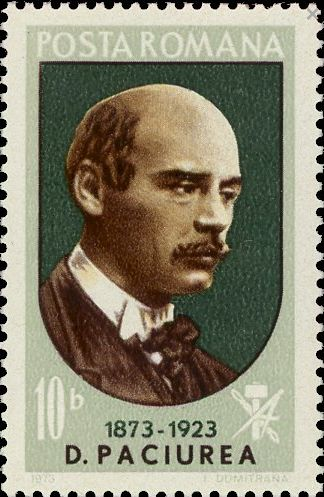
Dimitrie Paciurea
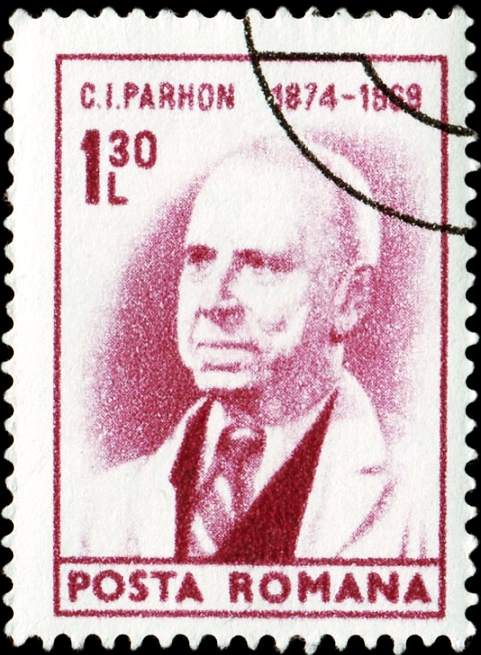
Constantin Ion Parhon (1969)
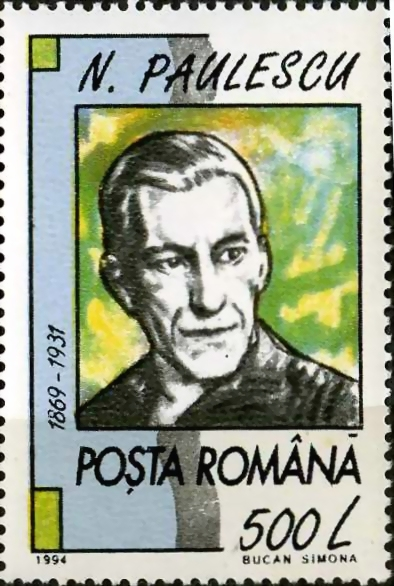
Nicolae Paulescu (1994)
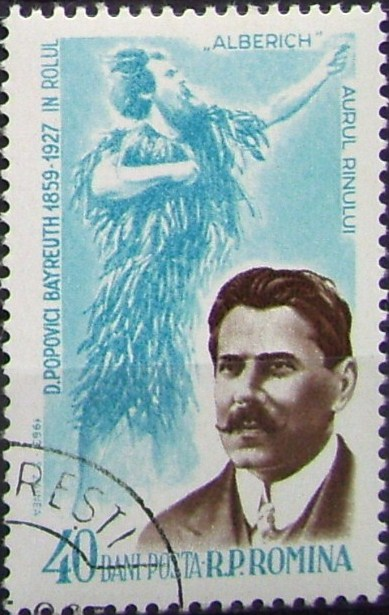
Dimitrie Popovici-Bayreuth
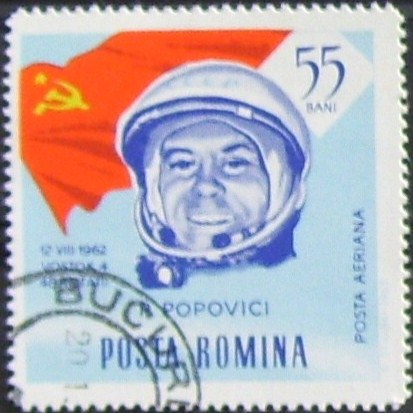
Popovici
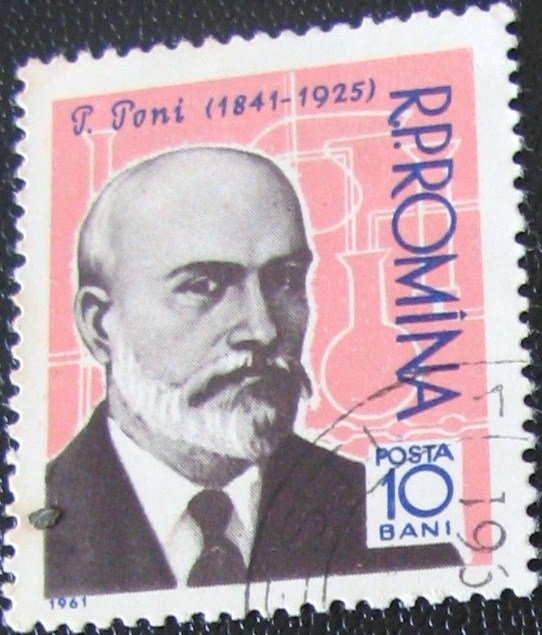
Petru Poni (1961)
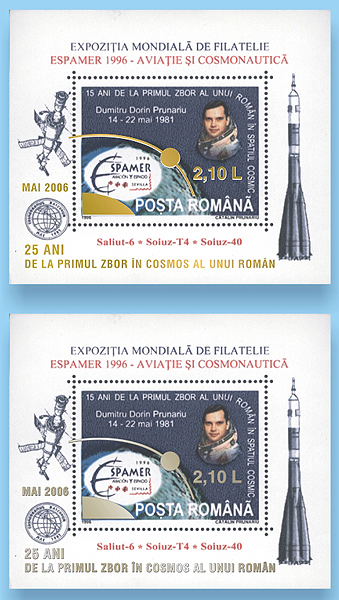
Dumitru Prunariu

- Dimitrie Paciurea (1973|1998)
- George Emil Palade (2001)
- Theodor Pallady (1971)
- Anton Pann (1955|1996)
- Hortensia Papadat-Bengescu (2001)
- Alexandru Papană (1996)
- Constantin Ion Parhon (1974 |1983)
- Mihail Pascaly (1983)
- Ivan Patzaichin (2004)
- Nicolae Paulescu (1994|1999)
- Luciano Pavarotti (1999)
- Ivan Pavlov (1952)
- Viktor Patsayev (1971)
- Robert Edwin Peary (1985)
- Ionel Perlea (1981)
- Perpessicius (1991|1998)
- Aurel Perșu (2010)
- Sándor Petőfi (1948)
- Gheorghe Petrașcu (1972)
- Camil Petrescu (1994)
- Cezar Petrescu (1992|1998)
- Edith Piaf (2000)
- Ilie Pintilie (1945)
- Vasile Pârvan (1962)
- Petrache Poenaru (2010)
- Gheorghe A. Polizu (1994)
- Petre Poni (1961)
- Gheorghe Pop de Băsești (1985)
- Ion Popescu-Gopo (2008)
- Alexander Stepanovich Popov (1959)
- Pavel Popovich (1962 |1964 |1967)
- Dimitrie Popovici-Bayreuth (1964)
- Iuliu Popper (1986)
- Ciprian Porumbescu (1954|1981)
- Stefan Procopiu (1990)
- Dumitru Dorin Prunariu (1996|2006|2011)
- Aron Pumnul (1966|1991|1998)
- Alexander Pushkin (1947|1949)

## R

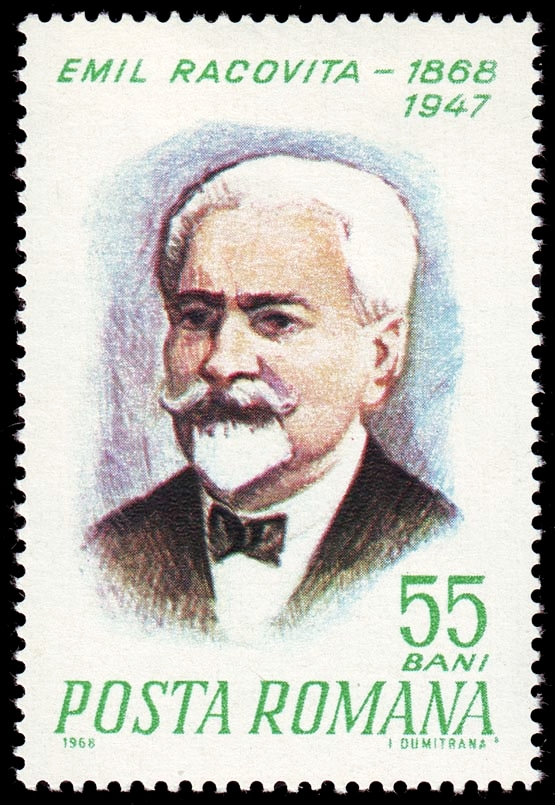
Emil Racoviță (1968)

- Emil Racoviță (1958|1968|1986|1985|1997|2007)
- Colea Răutu (2006)
- Ion Heliade Radulescu (1948|1966)
- Dimitrie Ralet (1973)
- Liviu Rebreanu (1985)
- Ilya Repin (1947)
- Camil Ressu (2000)
- Rembrandt van Rijn (1956)
- Arthur Rimbaud (2004)
- Maximilien de Robespierre (1989)
- Romain Rolland (1966)
- Aristizza Romanescu (1953|1983)
- Stuart Roosa (1971)
- D. D. Roșca (1995|2001)
- Stephan Ludwig Roth (2007)
- Jean Jacques Rousseau (1962)
- Ernst Ruska (1999)
- Ernest Rutherford (1971)

## S

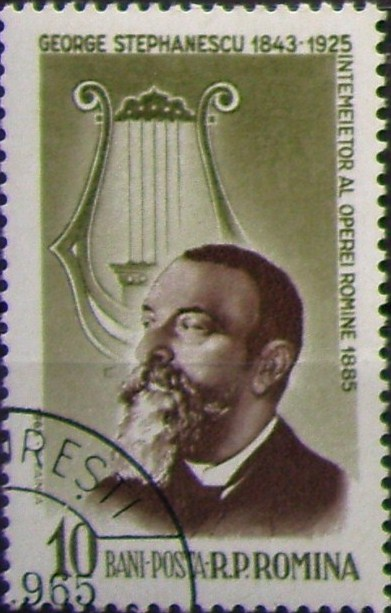
George Stephănescu (1963)
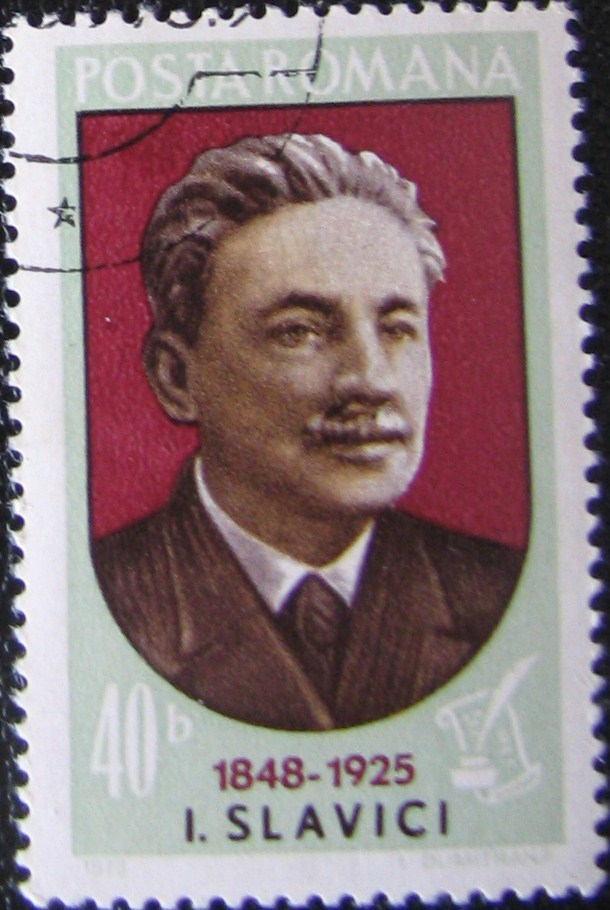
Ioan Slavici
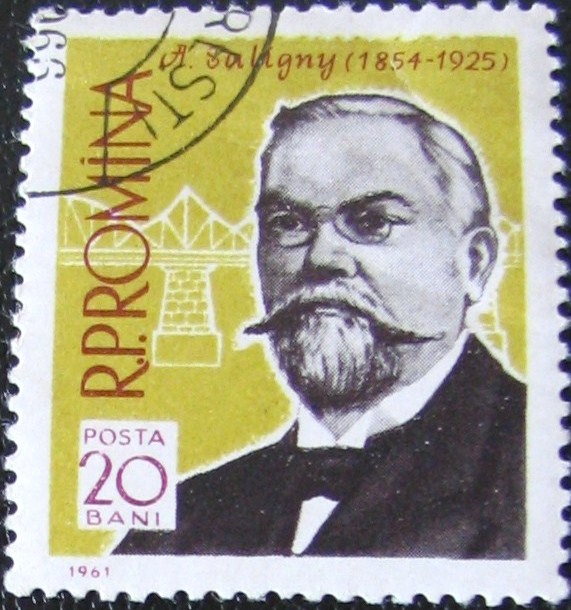
Anghel Saligny
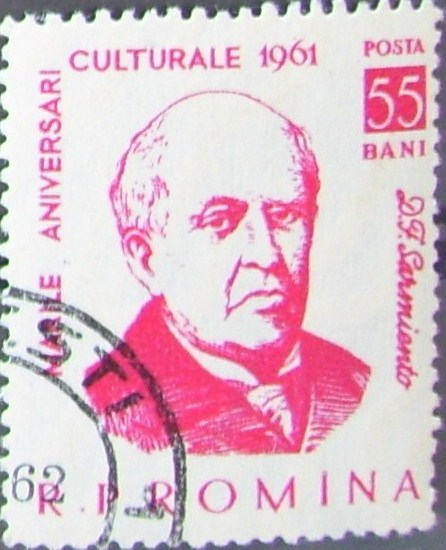
Domingo Faustino Sarmiento
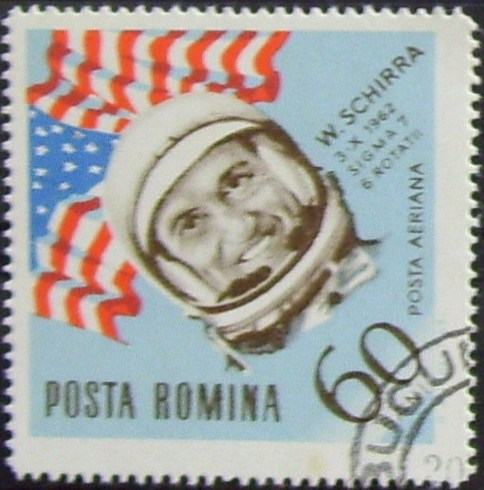
Wally Schirra
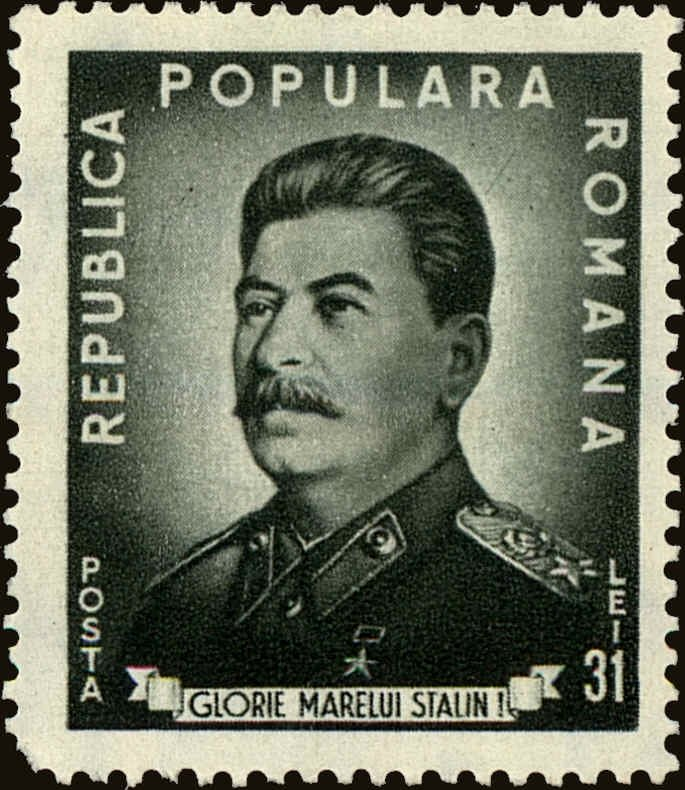
I. V. Stalin (1949)
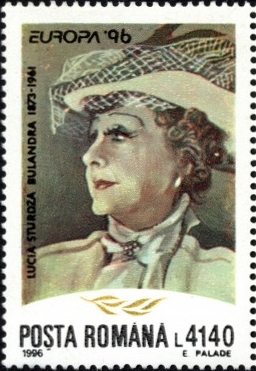
Lucia Sturdza-Bulandra (1996)

- Mihail Sadoveanu (1980)
- Alexandru Sahia (1948)
- Anghel Saligny (1961|2004|2009)
- George Sand (20048)
- Filimon Sârbu (1951)
- Domingo Faustino Sarmiento (1961)
- Traian Săvulescu (1966)
- Friedrich von Schiller (1955)
- Walter Schirra (1964)
- Franz Schubert (1997)
- Albert Schweitzer (1974)
- Léopold Sédar Senghor (2006)
- Constantin Serghe (1997)
- George Bernard Shaw (1956)
- Alan Shepard (1971)
- Jean Sibelius (1965)
- Ioan Slavici (1973)
- Iosif Stalin (1949|1951)
- Carmen Stănescu (2006)
- Nichita Stănescu (1993)
- Dumitru Stăniloae (2003)
- Konstantin Stanislavsky (1963)
- George Stephănescu (1964)
- Eustațiu Stoenescu (1972)
- Jean Steriadi (2000)
- Bram Stoker (2004)
- Richard Strauss (1985)
- Sun Yat-sen (1966)
- Jonathan Swift (1967)
- Gabriela Szabo (2000)

## Ș

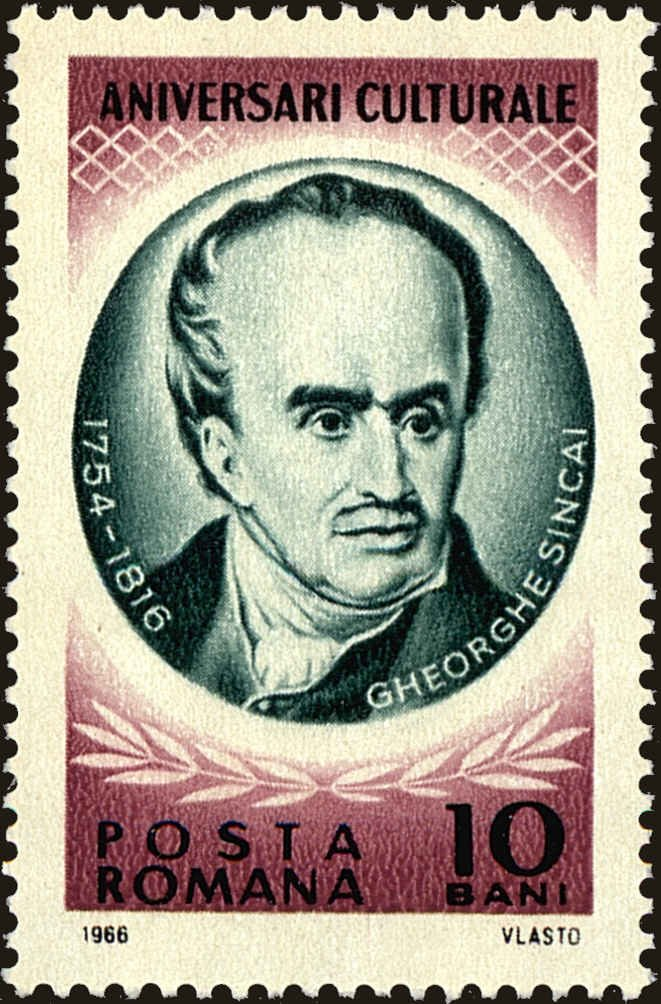
Gheorghe Șincai (1966)
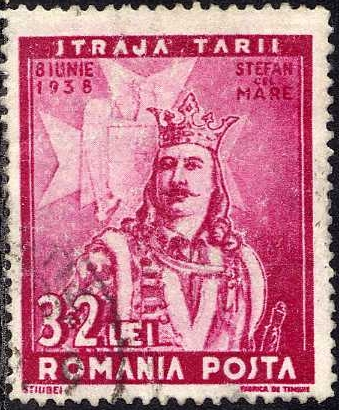
Ștefan cel Mare (1938)
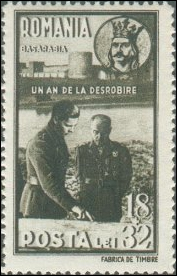
Ștefan cel Mare (1942)
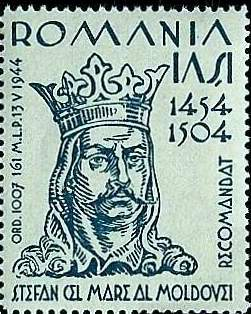
Ștefan cel Mare (1944)
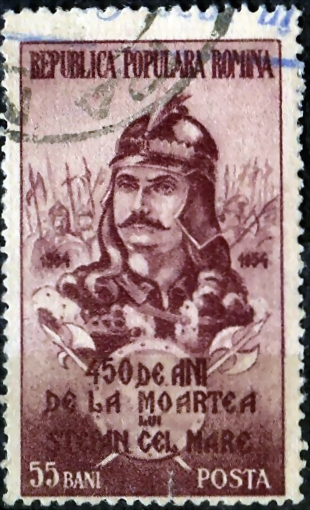
Ștefan cel Mare (1954)
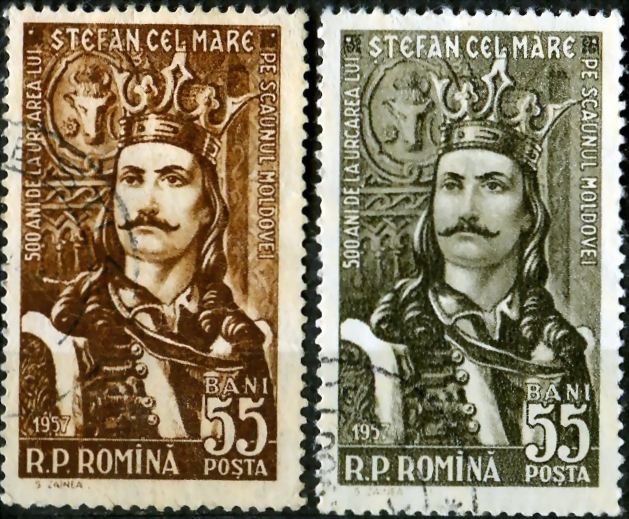
Ștefan cel Mare (1957)
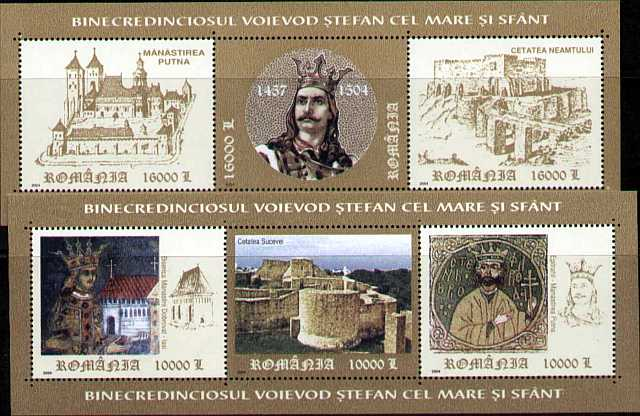
Ștefan cel Mare (2004)

- Andrei Șaguna (1943|1945|2011)
- Popa Șapcă (1948)
- Gheorghe Șincai (1945|1966)
- Ștefan cel Mare (1938|1944|1954|1957|2004)

## T

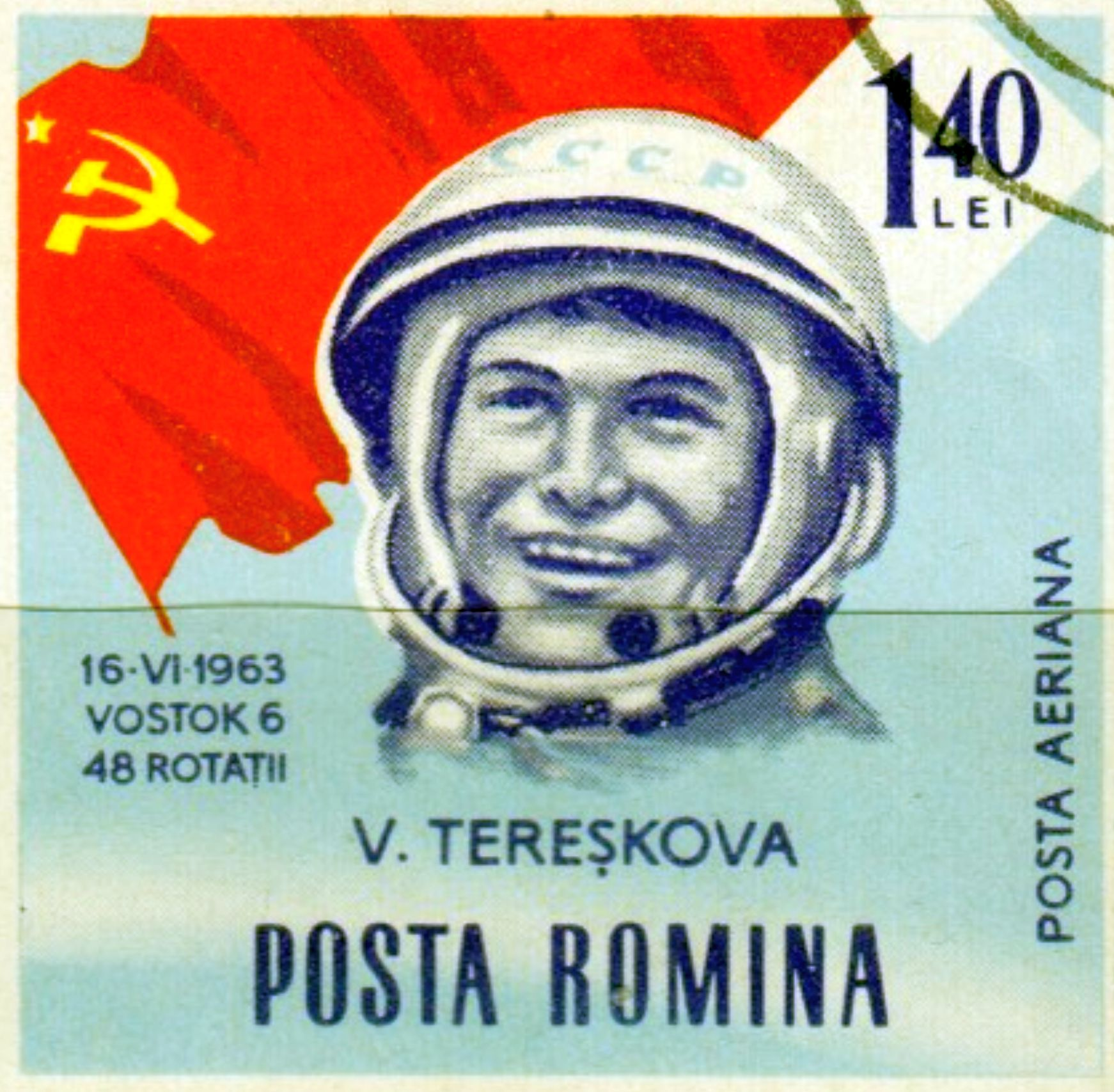
Valentina Tereșkova
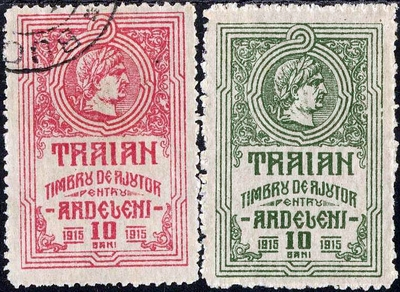
Traian

- Rabindranath Tagore (1961)
- Constantin Tănase (1999)
- Gheorghe Tattarescu (1954|1979|1994)
- Pavel Tcacenco (1951)
- Pyotr Ilyich Tchaikovsky (1947|1960)
- Nicolae Teclu (1989)
- Teoctist I (1999|2003|2007)
- Elena Teodorini (1964)
- Ecaterina Teodoroiu (1992|1998)
- Valentina Tereshkova (1963|1964 |1967)
- William Makepeace Thackeray (1963)
- Gheorghe Țițeica (1945|1961)
- German S. Titov (1961 |1964)
- Nicolae Titulescu (1974|1982|1991|1998|2007)
- Lev Tolstoi (1960)
- Nicolae Tonitza (2000)
- George Topîrceanu (1986)
- August Treboniu Laurian (1985)
- Konstantin Tsiolkovsky (1989)
- Andrei Tupolev (1978)
- Mark Twain (1960)
- Tristan Tzara (1996)

## Ț

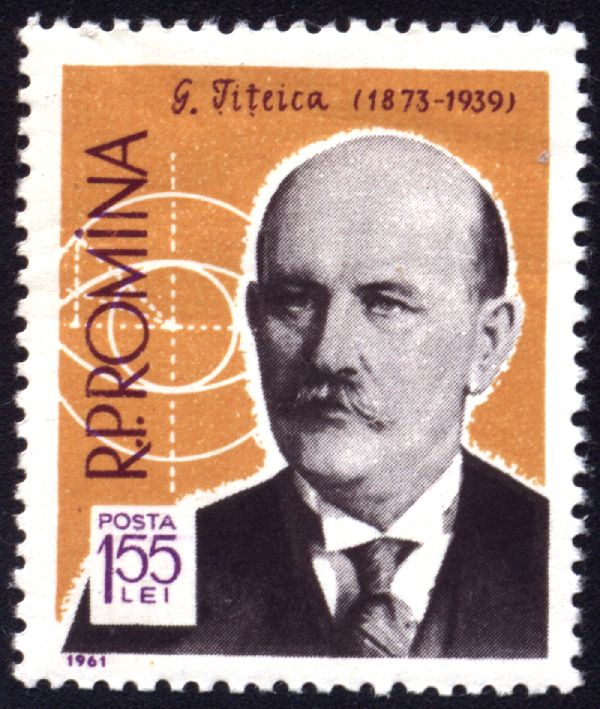
Gheorghe Țițeica

## V

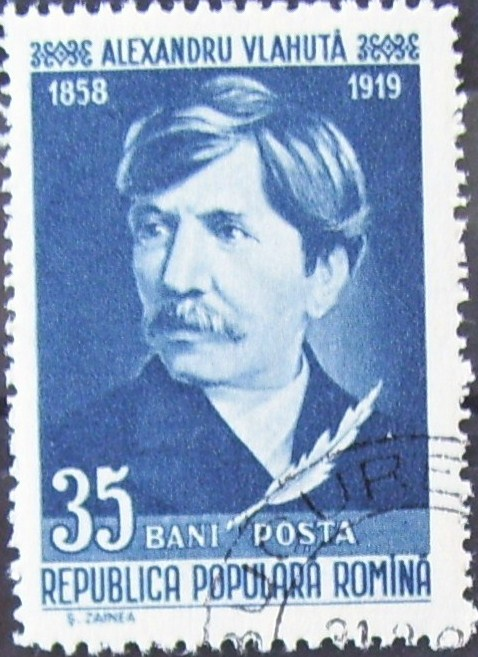
Alexandru Vlahuță

- Ienăchiță Văcărescu (1955|1973|1990|2000)
- Elena Văcărescu (1995)
- Giuseppe Verdi (1963 |1985)
- Jules Verne (2005)
- Amerigo Vespucci (2004)
- Leonardo da Vinci (1952|2002)
- Mihai Viteazul (1975)
- Vlad Țepeș (1959|1976|1997)
- Tudor Vladimirescu (1945|1980)
- Alexandru Vlahuță (1958|1996)
- Aurel Vlaicu (1950|1954|1960|1972|1978|2012)
- Vladislav Volkov (1971)
- Ilarie Voronca (2003)
- Traian Vuia (1956|1962|1972|1978|1998|2006)

## W
- Richard Wagner (1983|1985)
- Antoine Watteau (1971)
- Walt Whitman (1955)
- Oscar Wilde (2004)
- Virginia Woolf (2007)
- Wilbur & Orville Wright (1978|1985)

## Y
- John Young (1972)

## Z
- Duiliu Zamfirescu (1984)
- Ferdinand von Zeppelin (2000)